# Gaston-Louis Roux
Pour les articles homonymes, voir Roux.
Gaston-Louis Roux né le 24 janvier 1904 à Provins et mort le 30 mars 1988 à Paris est un artiste peintre, dessinateur et graveur français.

## Biographie

### Jeunesse

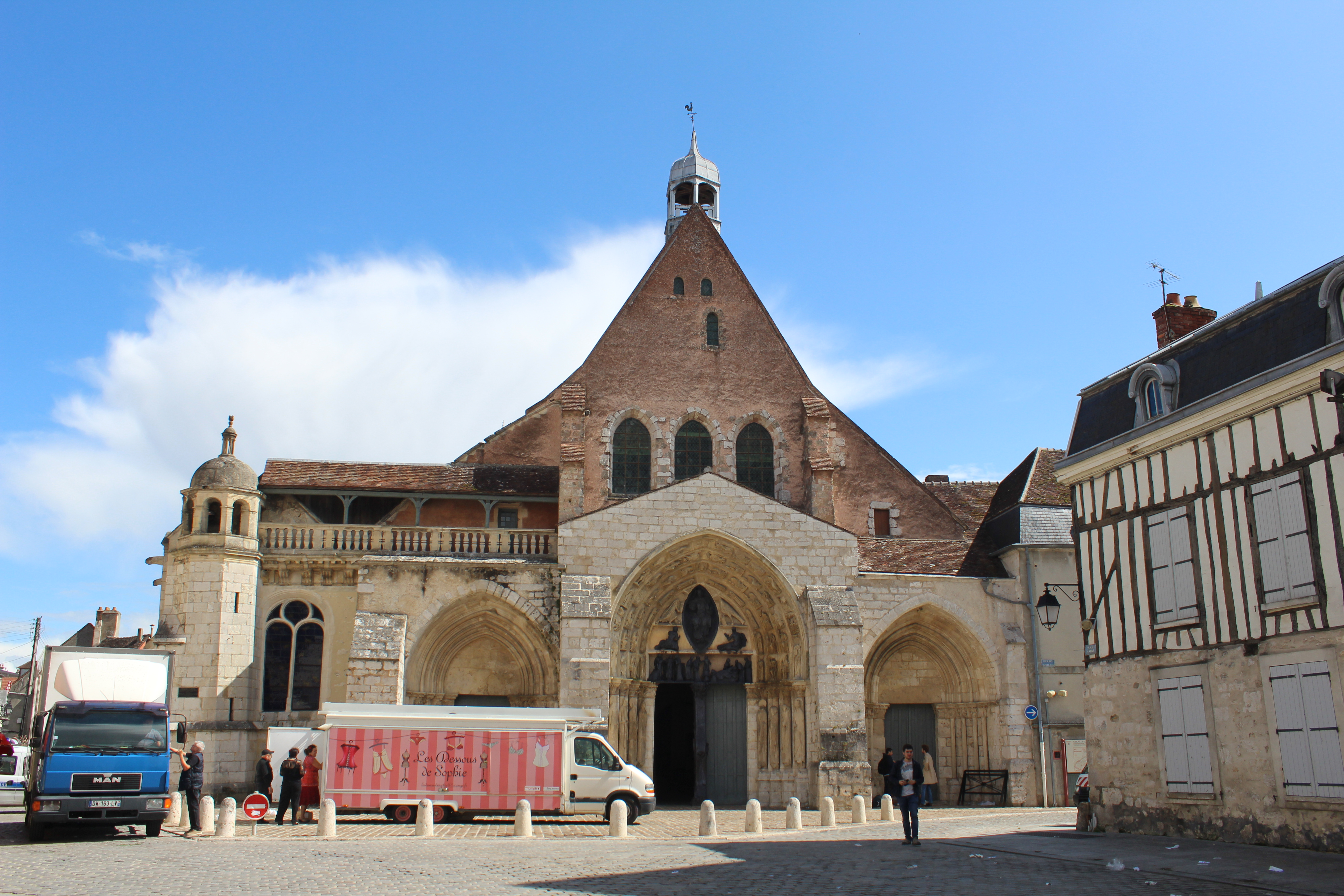
Place Saint-Ayoul, Provins

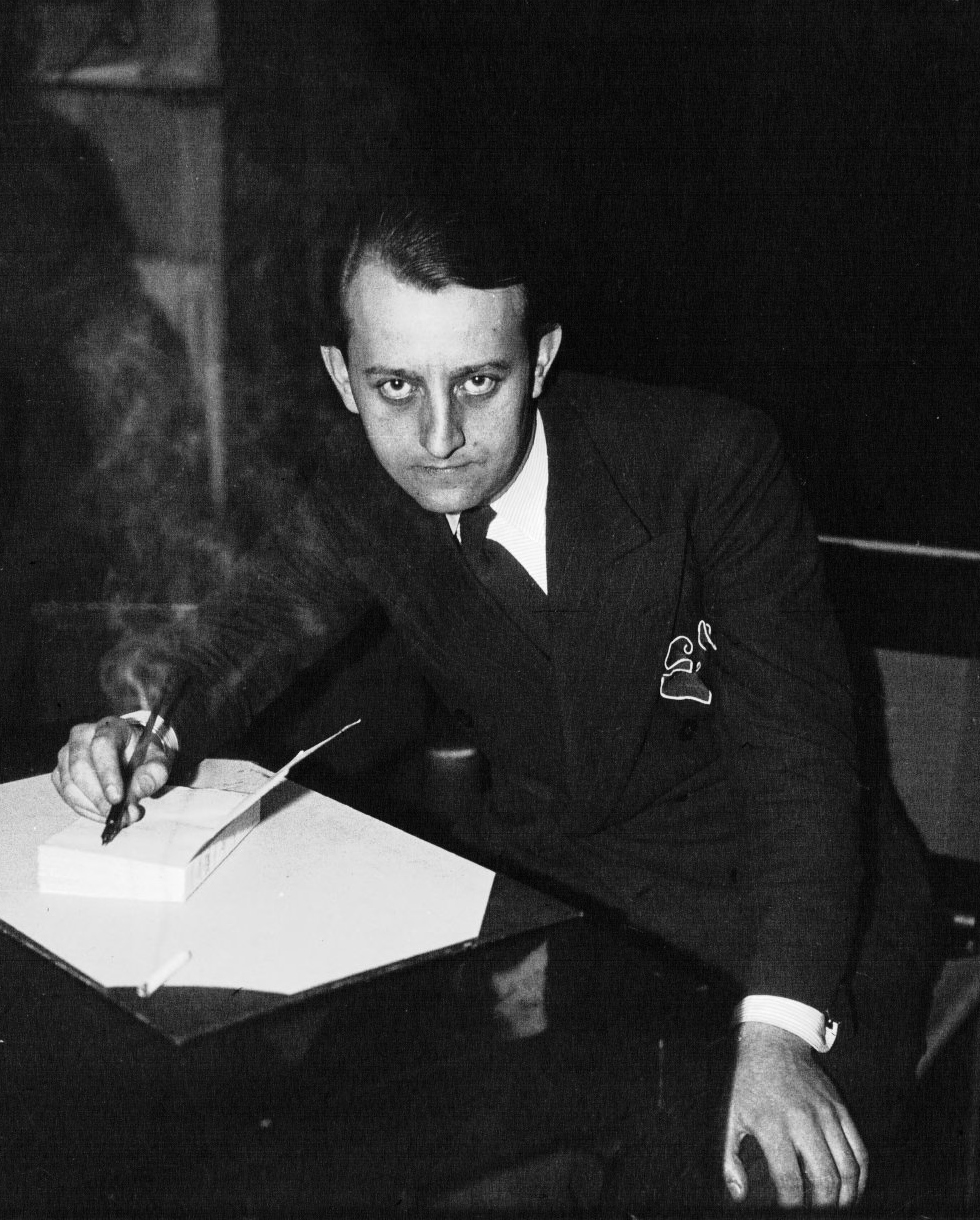
André Malraux

Gaston-Louis Roux est le second enfant - son frère Lucien est de trois ans son aîné - né le 24 janvier 1904 au 15, place Saint-Ayoul à Provins du mariage d'Armand Roux, alors commis de banque - il sera plus tard marchand de vins en gros puis agent d'assurances - et de Marie-Louise Gozdik, couturière d'ascendance polonaise.
La famille vit à Provins jusqu’à la fin de la guerre 1914-1918, s’installant alors à Paris où l'adolescent suit de brillantes études jusqu’au collège mais ne souhaite cependant pas poursuivre dans cette voie. Il est en effet attiré par le dessin et la peinture et, déclinant la bourse d'études dans l'enseignement secondaire qui lui était proposée, entre en 1919, malgré l'avis opposé de ses parents, à l’Académie Ranson où il a comme professeurs Maurice Denis, Ker-Xavier Roussel, Paul Sérusier et Édouard Vuillard,. Il y demeure jusqu’en 1922 où il rejoint Raoul Dufy en tant qu'assistant décorateur. En 1924, il effectue son service militaire au service de santé du Val-de-Grâce où il est chargé de la réalisation de planches d'anatomie.

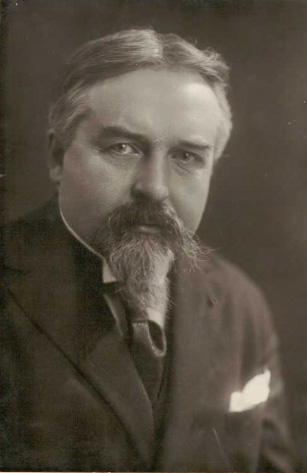
Maurice Denis
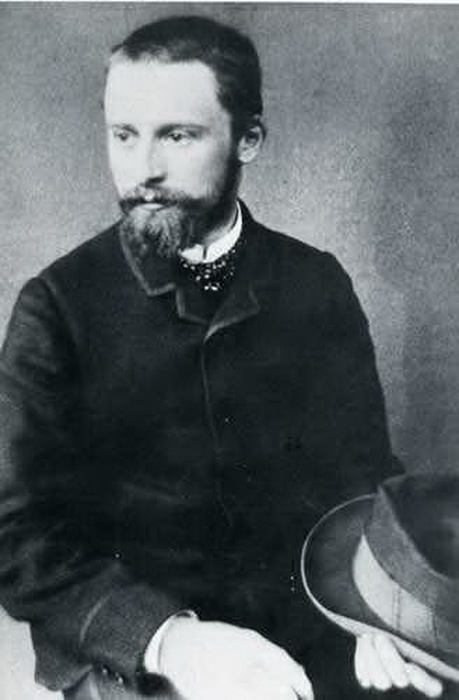
Paul Sérusier
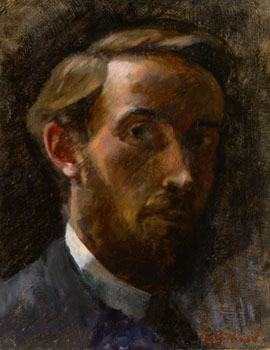
Édouard Vuillard
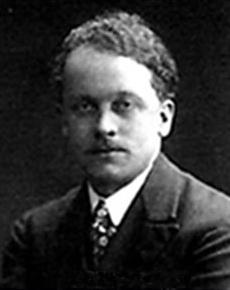
Raoul Dufy

### De Malraux à Kahnweiler
En 1926 commence pour Gaston-Louis Roux une carrière de dessinateur grâce à André Malraux et à Pascal Pia qui lui confient des travaux d’illustration (Les souvenirs d’égotisme, de Stendhal ; Les exploits d’un jeune Don Juan d’Apollinaire ; Les Lettres de Mérimée, etc.)
En 1927, il fait la connaissance d’Élie Lascaux et d’André Masson qui le présentent à Daniel-Henri Kahnweiler. Ce dernier dirige la galerie Simon et prend aussitôt le jeune peintre sous contrat. Gaston-Louis Roux rencontre alors les artistes de la galerie, dont Pablo Picasso qui, selon James Johnson Sweeney et George L. K. Morris (en), aurait été largement inspiré par ses « distorsions figuratives » dans sa période de Dinard, le peintre espagnol Josep de Togores (es) (1893-1970) avec qui il effectue un long séjour dans le Midi de la France en 1930 et de nombreux écrivains parmi lesquels Paul Éluard, Max Jacob, Carl Einstein ou Vicente Huidobro. En 1929, Kahnweiler lui offre sa première exposition individuelle, préfacée par Roger Vitrac qui l'y définit comme « le grand peintre du mouvement », trouvant dans ses « automates monstrueux à l'invisible machinerie » - comme dans son tableau L'arracheur de dents - l'illustration de « la lumière moderne ».

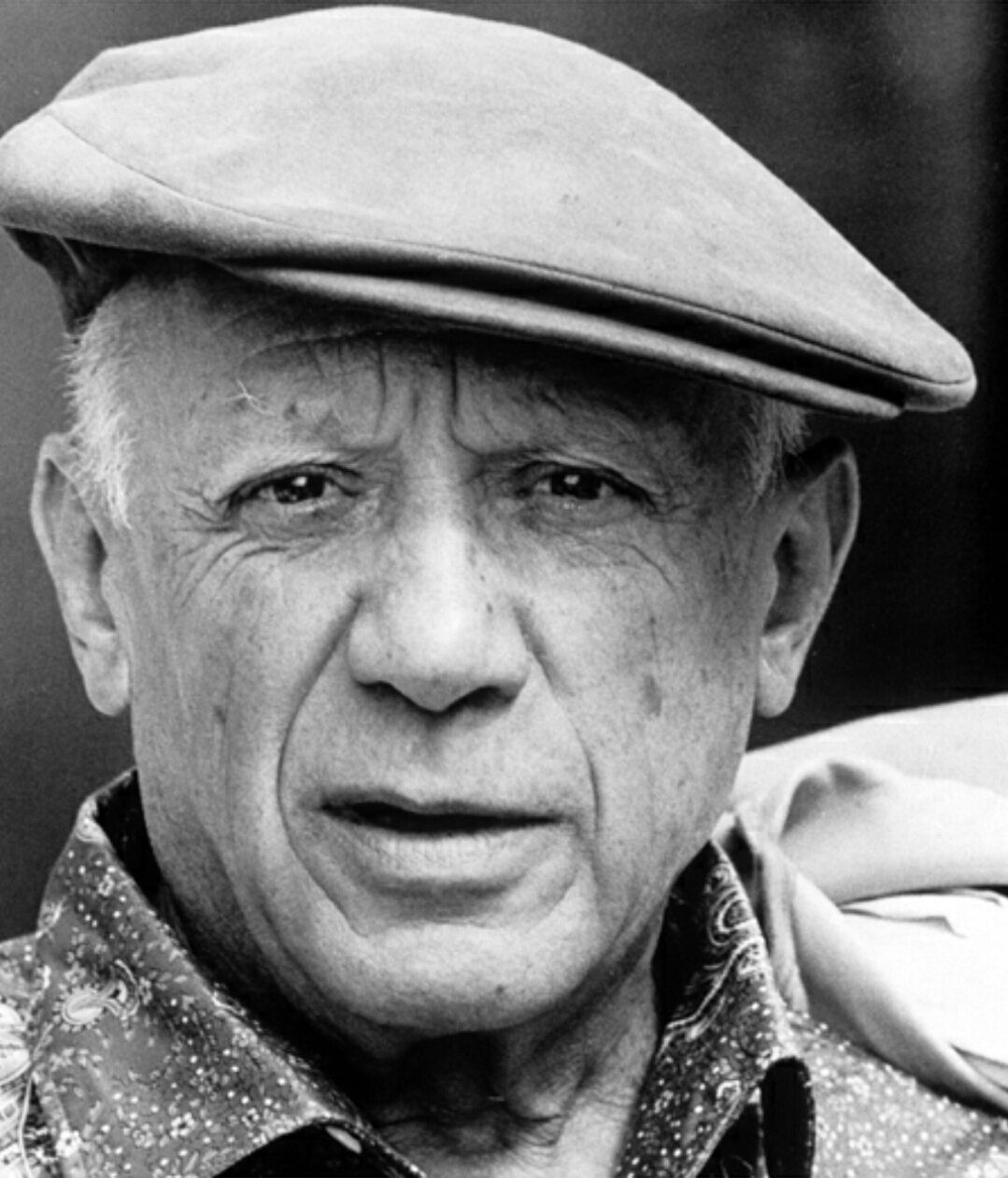
Pablo Picasso
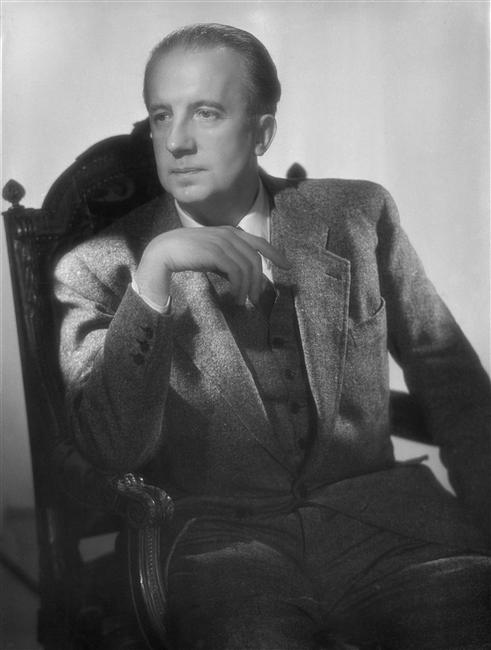
Paul Éluard
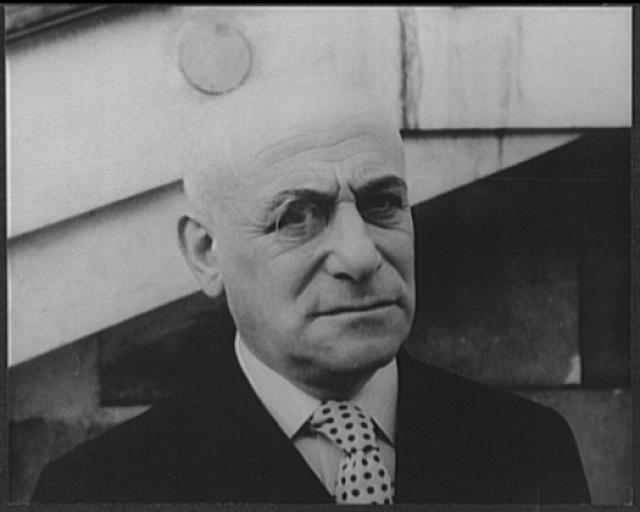
Max Jacob
Carl Einstein
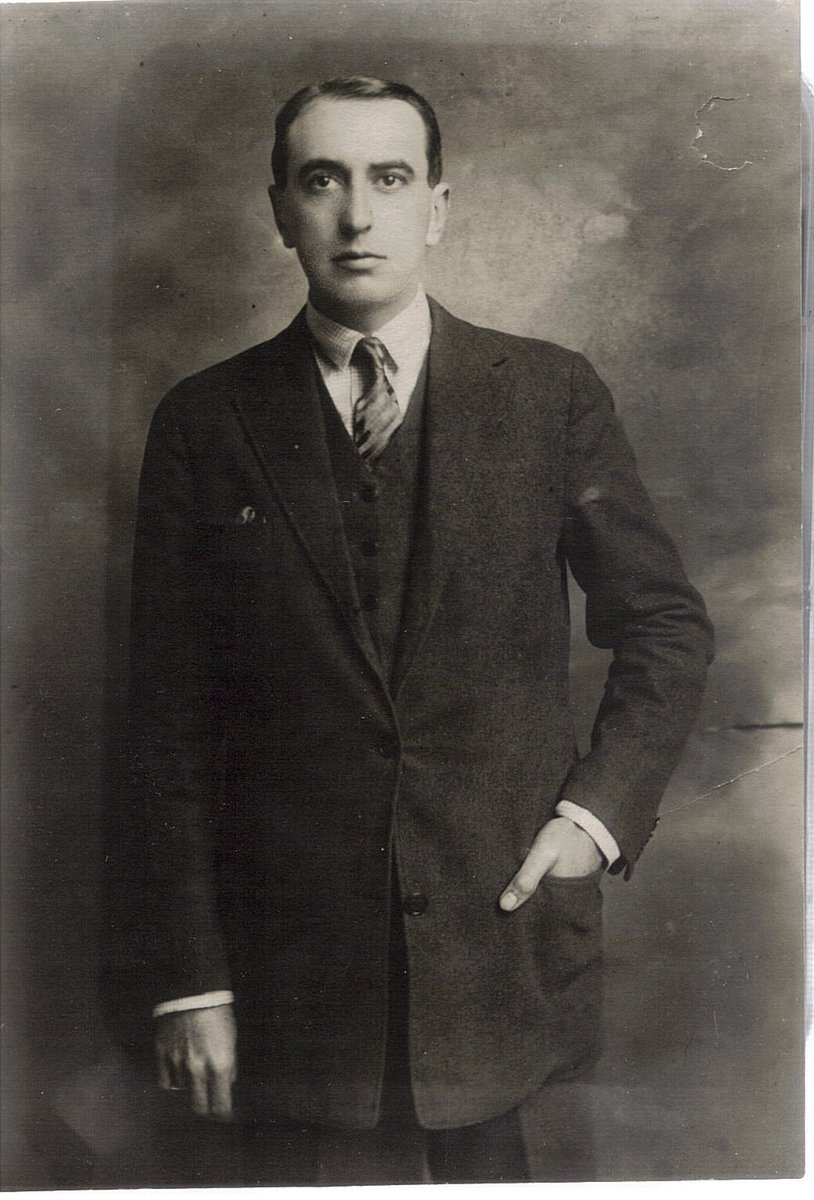
Vicente Huidobro

La crise de 1929 dont les effets se font sentir plus tardivement en France conduit cependant la galerie Simon à interrompre en 1932 les versements qu’elle fait à ses peintres. Quelques jours avant Noël 1933, Daniel-Henri Kahnweiler confirmera du reste à Gaston-Louis Roux : « J'ai quelque chose de bien triste à vous annoncer : je ne pourrai plus vous acheter de tableaux. Vous vous doutez bien qu'il ne s'agit plus d'affaires depuis longtemps, mais simplement de trouver l'argent nécessaire aux achats. J'avais réussi jusqu'à présent mais je n'y arrive plus. Je n'ai pas besoin de vous dire que votre peinture n'est pas en cause : je l'aime toujours autant mais ne pourrai plus l'acheter, ni la vôtre, ni celle des autres ».

### Mission Dakar-Djibouti

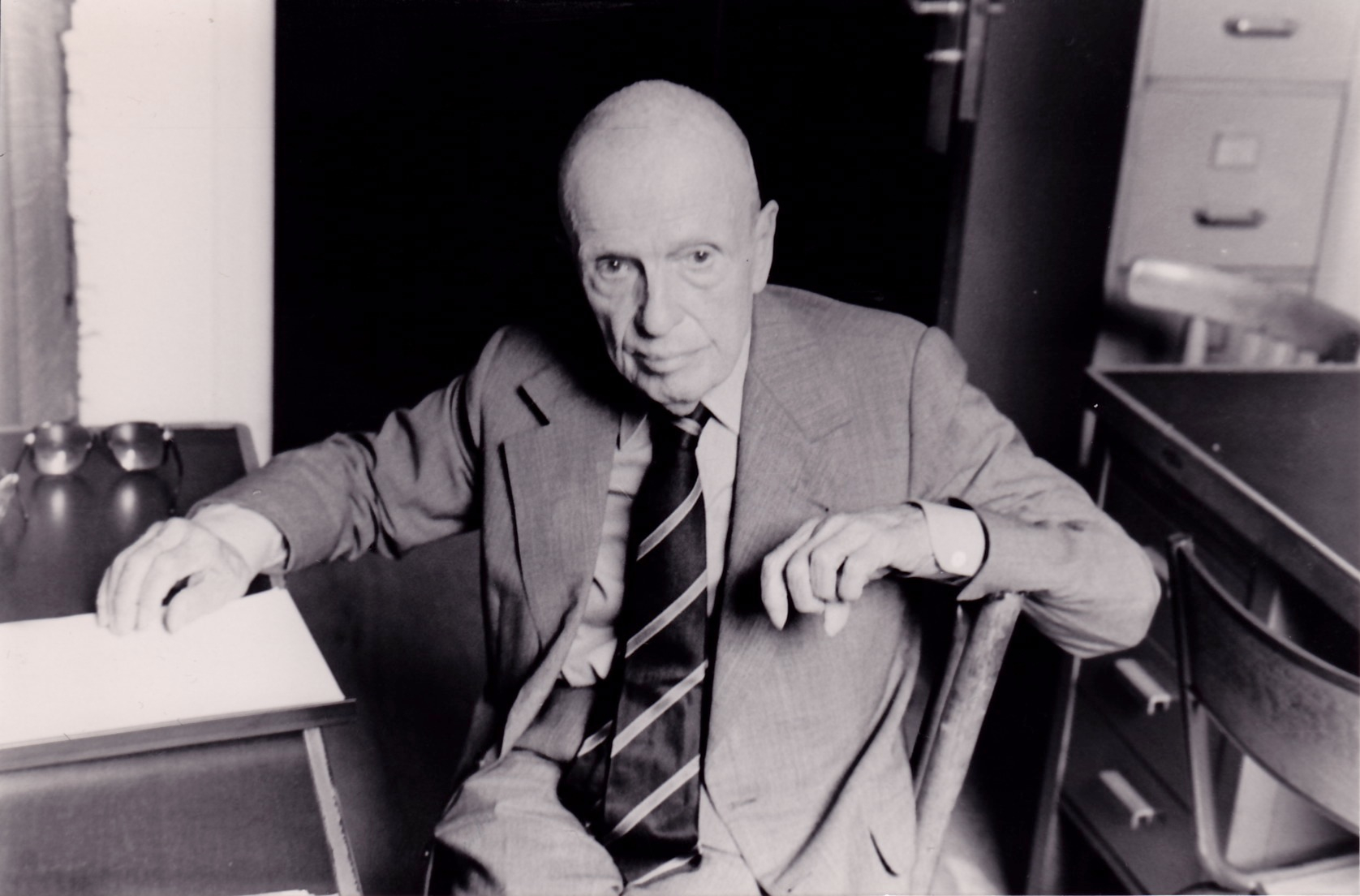
Michel Leiris

Sans travail, sans perspective d’en trouver un et désirant mettre fin à une liaison sentimentale, Gaston-Louis décide, accompagné de la linguiste Deborah Lifchitz (Kharkiv, 1907 - Auschwitz, 1942), de participer, comme peintre, à la mission « Dakar-Djibouti » dont fait partie son ami, l’ethnologue Michel Leiris. L'odyssée, épique, impose à l'artiste une polyvalence inattendue : « il procède à des relevés graphiques, restitue ainsi Pierre Vilar, et se découvre une vocation de naturaliste. Non seulement il travaille à la mise à mort par arme à feu et à la préparation de volatiles destinés au Museum mais, vers le début de son voyage, il doit, de ses propres mains, enterrer un colonel italien assassiné près du camp ».
Mais surtout, Roux rapportera les fresques - datées de la fin du XVIIe siècle, voire de 1714 selon Wilhelm Staude (de) qui voit en elles « la manifestation monumentale d'une école de peintres, enlumineurs surtout, qui florissait en Abyssinie dans la seconde moitié du XVIIe siècle et au commencement du XVIIIe siècle », - qu'avec Marcel Griaule il a démarouflées en l’église Abba Antonios, construite sous le règne de Yohannès Ier au nord-ouest de Gondar, y laissant en lieu et place les copies, « éblouissantes » selon Michel Leiris, qu'il a fidèlement exécutées,, un vieux peintre abyssin « très au courant de son art », le prêtre Kasa, œuvrant à ses côtés, devenant son meilleur ami parmi ses compatriotes et l'appelant « Abba Fatanou » (littéralement : Père qui travaille vite).
Initialement déposées au Musée de l’Homme - parmi elles, la Lapidation d'un martyr chrétien (très vraisemblablement Saint Étienne) -, les fresques originales sont actuellement conservées au musée du Quai Branly - Jacques-Chirac,,,,.

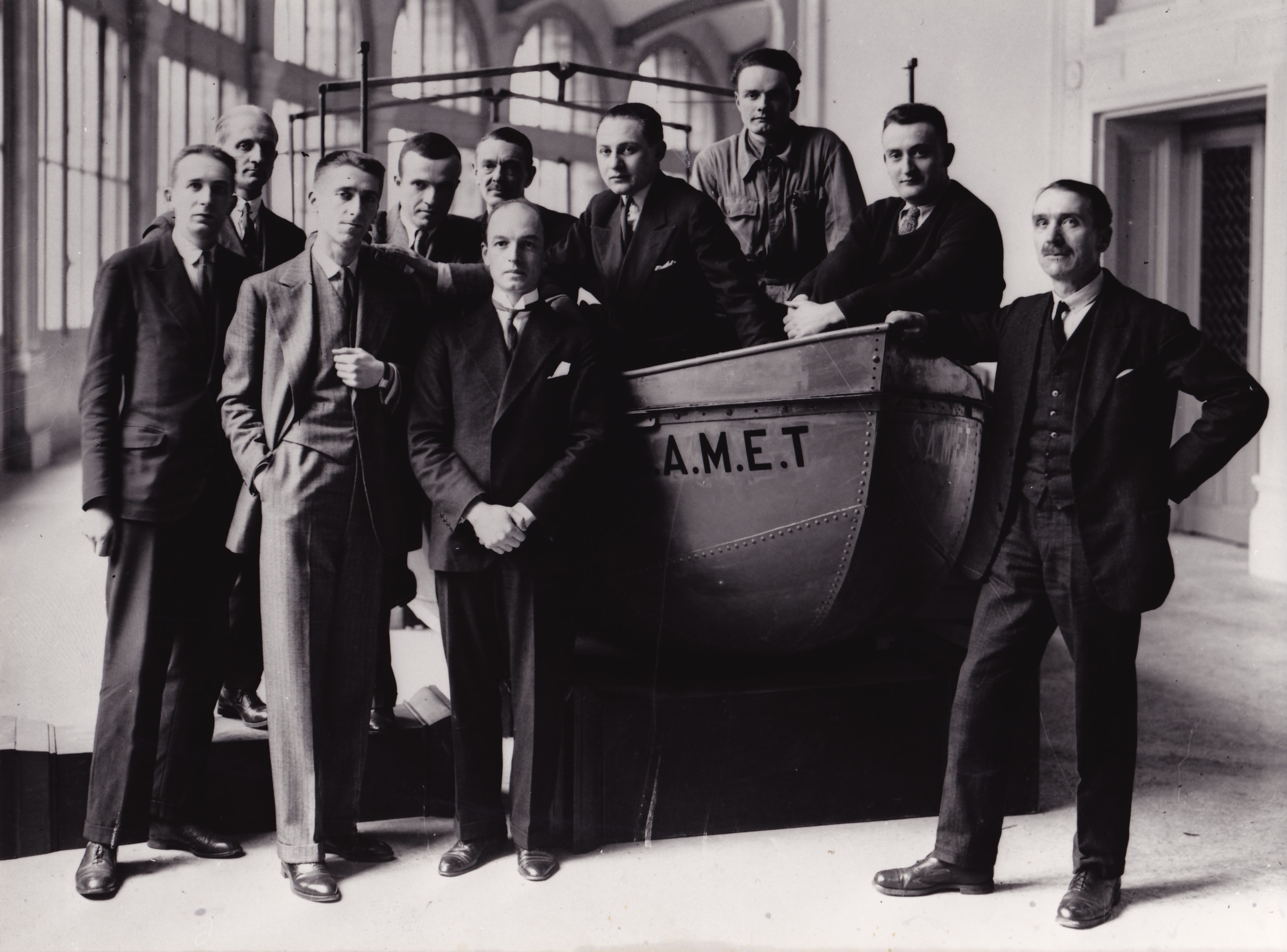
Mission Dakar-Djibouti - De g. à dr. : André Schaeffner, Jean Mouchet, Georges Henri Rivière, Michel Leiris, le baron Outomsky, Marcel Griaule, Éric Lutten, Gaston-Louis Roux, Marcel Larget (photo Charles Mallison)
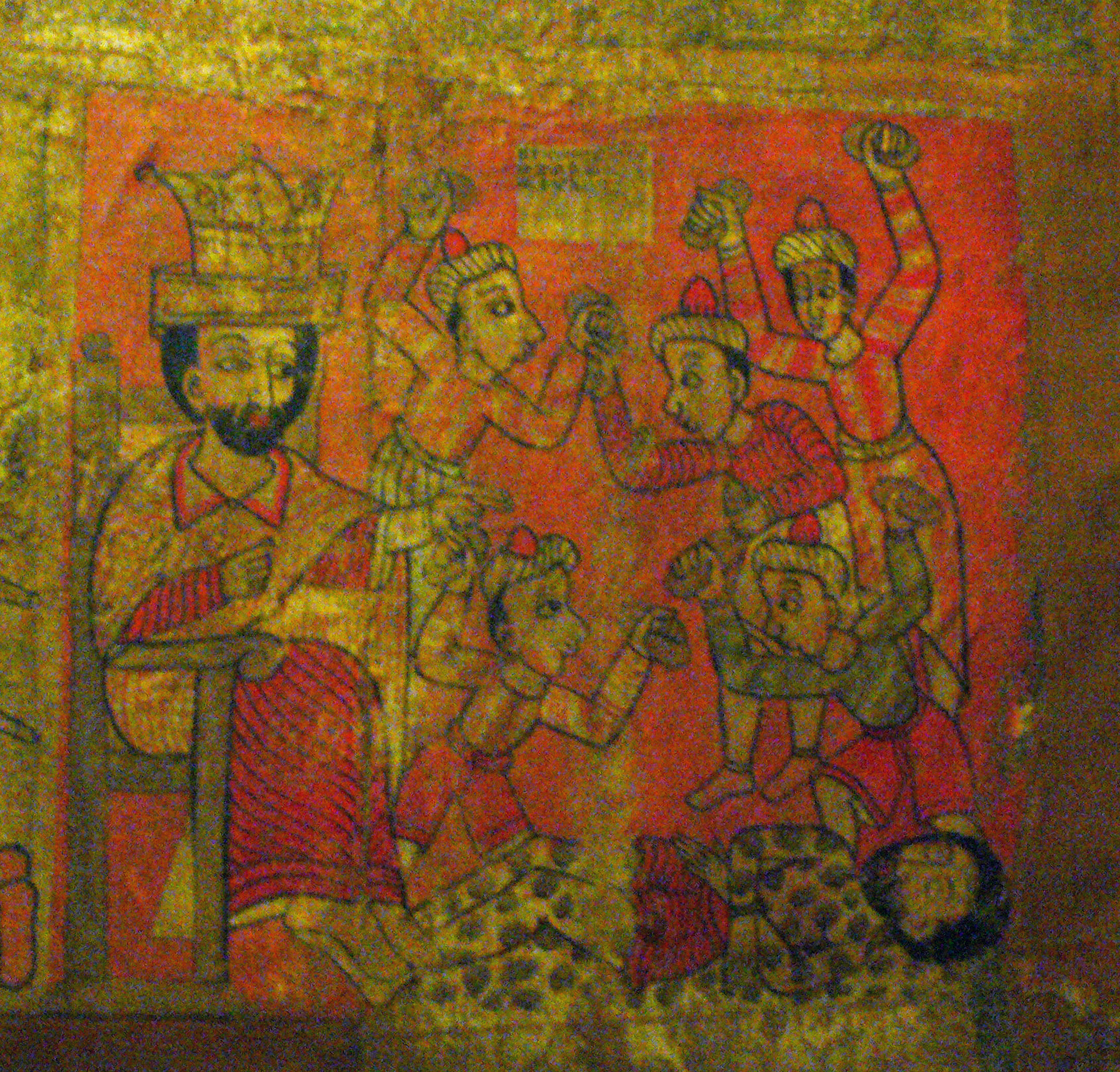
Musée du Quai Branly - Jacques-Chirac, Lapidation d'un martyr, fresque provenant de l'église Abba Antonios de Gondar où Gaston-Louis Roux a peint la reproduction en août 1932

### Retour à Paris - Peinture et radiophonie

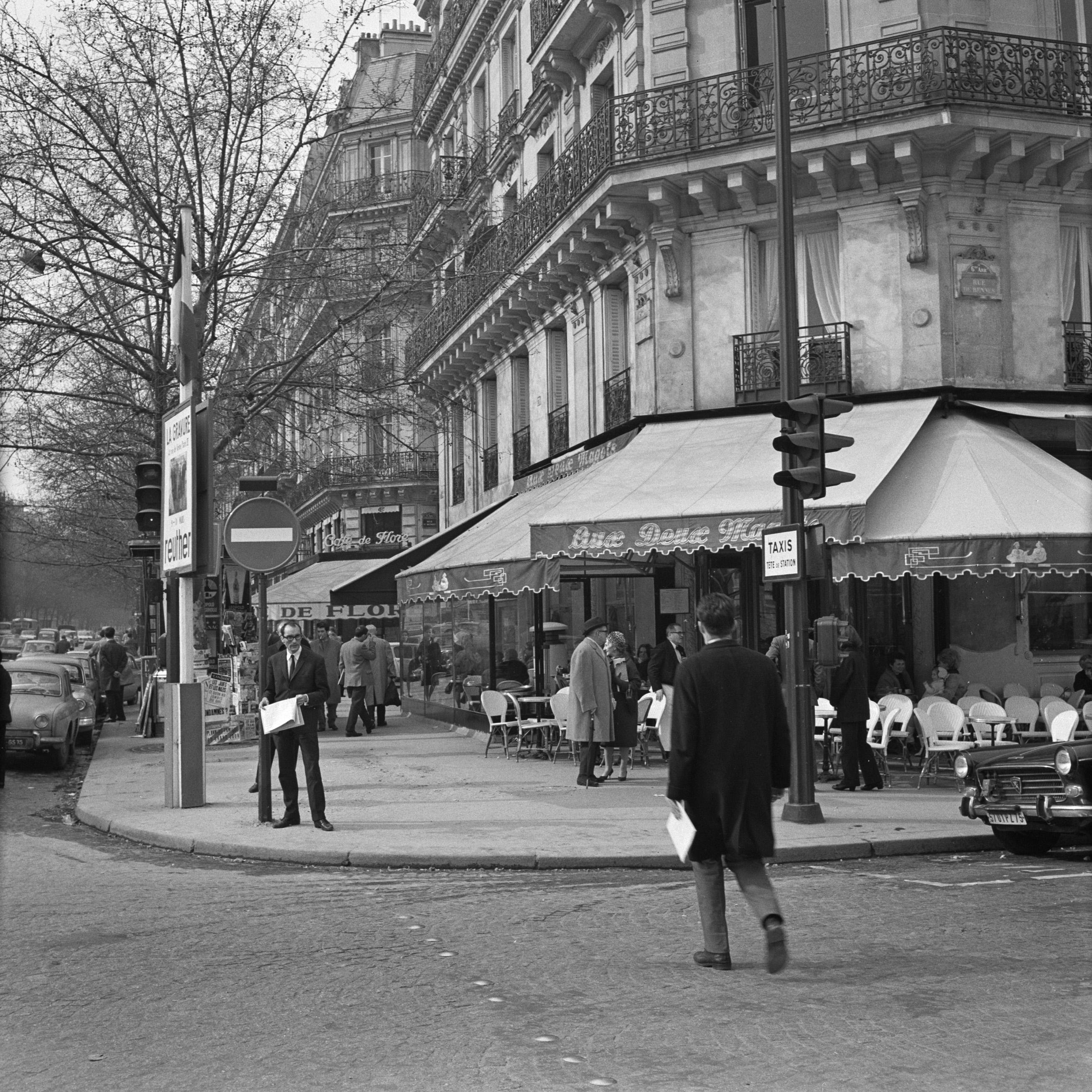
Les Deux Magots, Paris

Dès son retour, il se remet à la peinture et retrouve ses amis poètes Jacques Baron, Robert Desnos et Roger Vitrac. Avec certains d’entre eux, il devient alors membre du premier jury du prix des Deux Magots créé par Martyne, bibliothécaire de l’École nationale supérieure des beaux-arts, lequel est attribué à Raymond Queneau pour son premier roman Le Chiendent en 1933. Il fréquente également Jacques et Pierre Prévert ainsi que Georges Bataille et de nombreux surréalistes, sans toutefois adhérer au mouvement.
En 1935, il épouse Pauline Chenon (1914-2015) et s’installe à Luxembourg avec elle : tous deux ont en effet accepté des postes de speakers à Radio Luxembourg. En 1936, cependant, il revient à Paris : Zette Leiris et Armand Salacrou lui ont proposé un poste à Radio Cité (Paris). 
Infirmier dans un train sanitaire au début de la Seconde Guerre mondiale, il a la chance de pouvoir gagner la Zone libre au moment de la débâcle puis de rejoindre Paris après la démobilisation. Une période noire s’ouvre alors pour lui : il a quitté Radio Cité en raison de la ligne collaboratrice adoptée et se retrouve sans travail. Le monde qui l’entoure le plonge dans un état de dépression profonde, il continue à peindre mais difficilement et sa peinture auparavant pleine d’invention et de gaîté se fait souvent lugubre. Il tire ses revenus de l’illustration d’ouvrages (États de veille, de Robert Desnos ; Chansons de Robert Ganzo). En 1943, il réussit cependant à se faire engager comme speaker par l’Union des aveugles de guerre. Son fils Philippe est né en 1941, sa fille Catherine en 1944 : il veut assurer un revenu stable à sa famille.
À la fois lecteur et directeur du service du « Livre parlé », il met progressivement à la disposition des aveugles des milliers d’ouvrages. Travaillant dans cet organisme l’après-midi, il consacre ses matinées à la peinture, en toute indépendance. Jusqu’à un âge avancé, il continue d'ailleurs à enregistrer des livres pour cette institution à laquelle il reste attaché, sans doute par le besoin de communiquer avec ceux auxquels il ne peut montrer sa peinture.

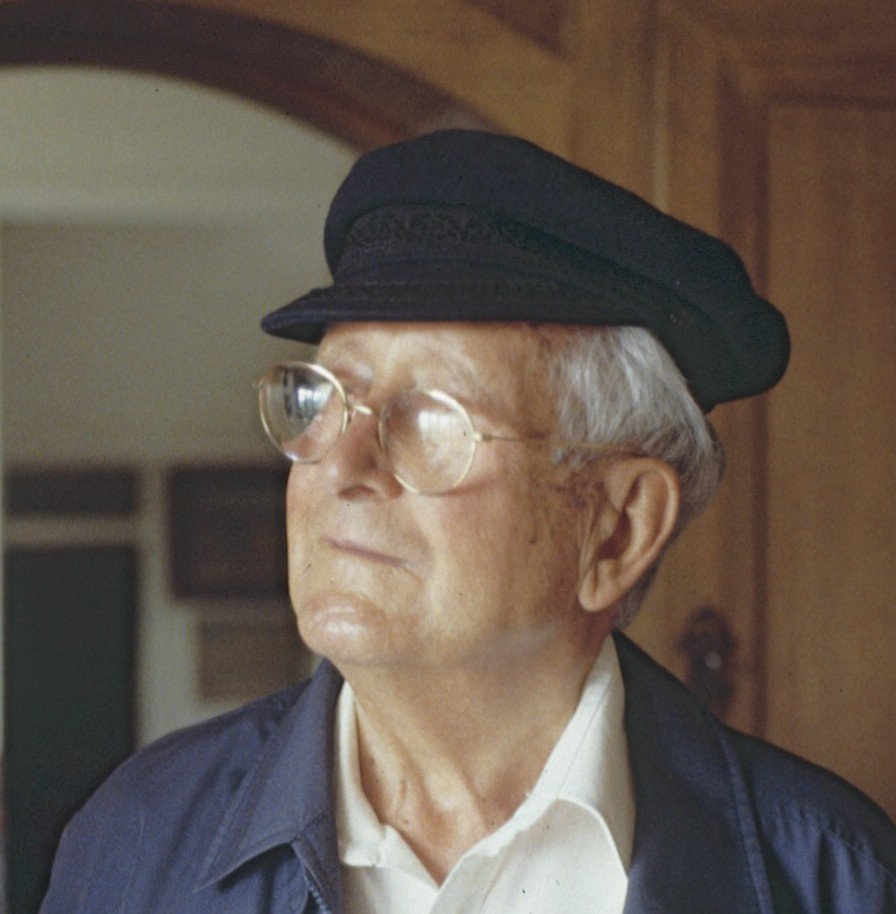
Jean Hélion

### L'après-guerre et le retour à la figuration
À la Libération, ses relations avec la galerie Simon, devenue la galerie Louise Leiris, reprennent. Une exposition, dont le catalogue est préfacé par Georges Bataille, a lieu en 1947. Mais la longue période de doutes et de troubles qui va de 1929 à 1944 fait que Gaston-Louis Roux a changé. Il ne veut pas rester prisonnier de la peinture qui lui a valu la notoriété dans sa jeunesse. Il a besoin de passer à autre chose et la figuration s’impose de plus en plus à lui. La rupture aura lieu en 1949-1951 mais il reste à la galerie Louise Leiris qu’il décide de quitter en 1956. Il se rapproche à cette époque de Jean Hélion qui, après une période abstraite, est lui aussi revenu à la peinture figurative et qui, dans leur correspondance suivie, l'encourage quant à cette « voie la plus juste » où il vient de s'engager.

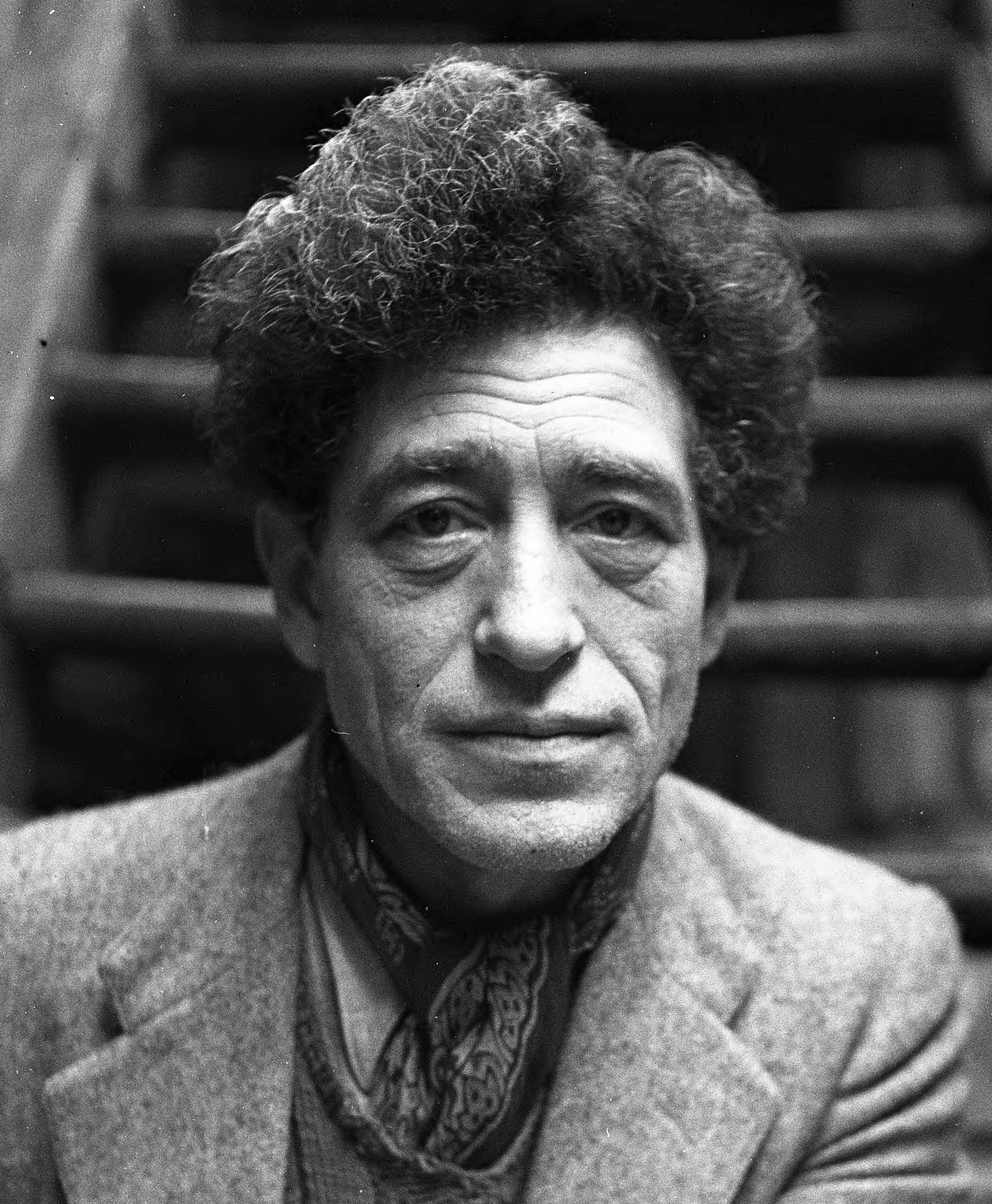
Alberto Giacometti

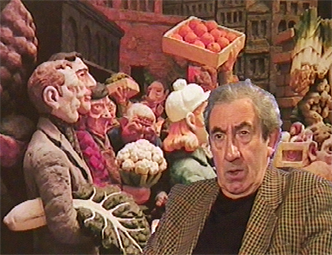
Raymond Mason

Il est soutenu de même dans sa démarche par son ami Alberto Giacometti qu’il connaît depuis les années 1930 et par un groupe d’écrivains, de peintres, de sculpteurs et d’amateurs comme Pierre Bruguière qui va créer une dizaine d’années plus tard la « Rue de Bourgogne » pour tenter de promouvoir les peintres qu’il aime. Dans ce cadre nouveau, Gaston-Louis Roux fait notamment la connaissance du poète Yves Bonnefoy - qui l'évoquera dans son livre Un rêve fait à Mantoue - ou des sculpteurs Raymond Mason (1922-2010) - dont l'épouse, la galeriste Janine Hao, accueillera plusieurs expositions personnelles de Gaston-Louis Roux - et surtout William Chattaway (en) (1927-2019) qui deviendront des amis.
Schématiquement son œuvre s’ordonne désormais autour de deux lieux principaux : son atelier, et le lieu où il passe l’été. Dans un premier temps, c'est donc l’impasse Ronsin pendant l’hiver et l'île de Ré) pendant l'été où, entouré de sa famille, il retrouve l'écrivain Georges Limbour. Sa peinture s’attache à montrer l’espace où son quotidien s’inscrit et la lumière de ses paysages reflète alors les lumières adoucies des rivages atlantiques.

### Entre Seynes et Paris

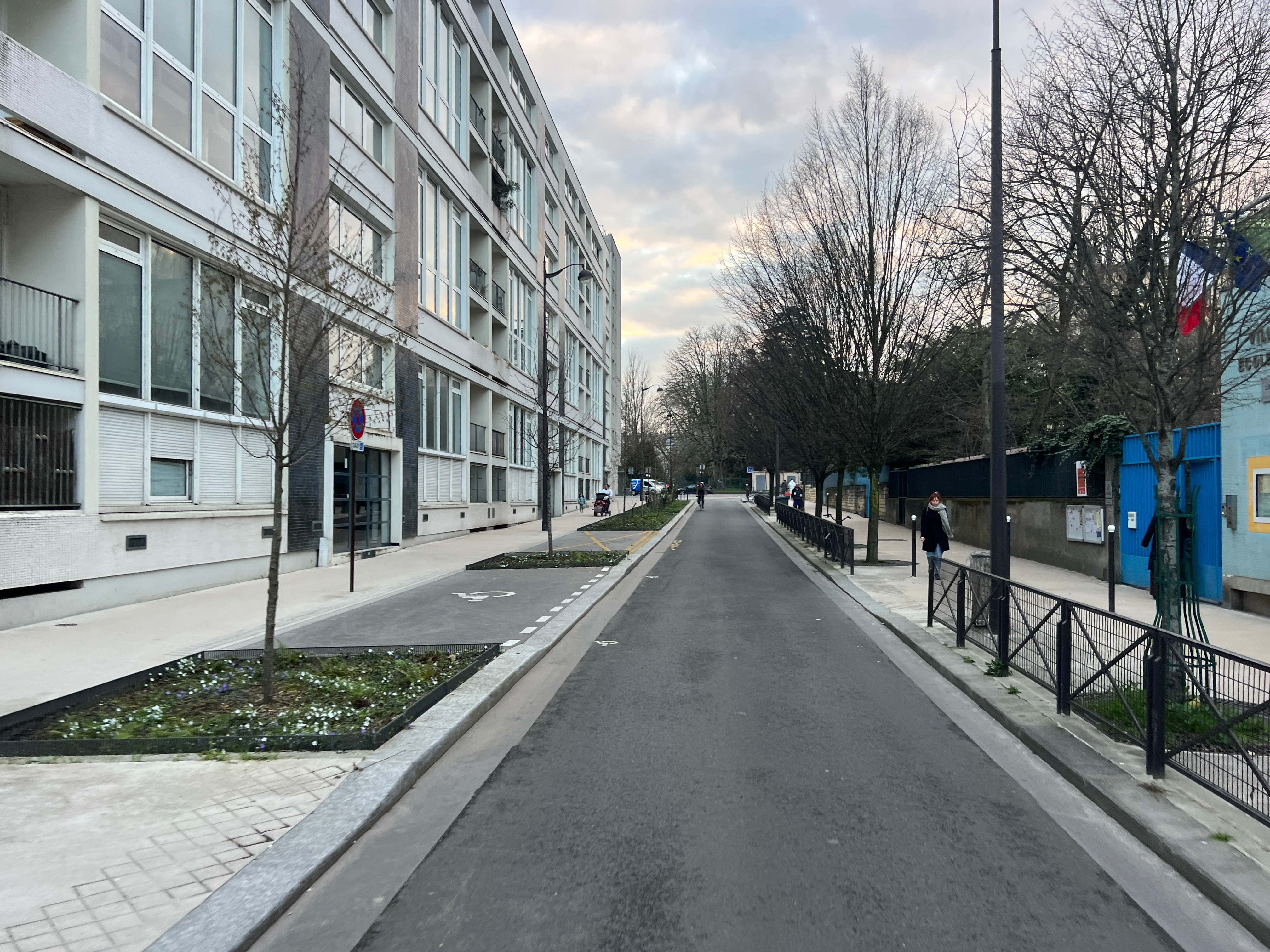
Paris, les ateliers d'artistes de la rue Ricaut

En 1970, il doit quitter son atelier parisien du 6, impasse Ronsin, ce qui constitue pour lui une nouvelle rupture, double d’ailleurs. Craignant en effet de ne pouvoir se reloger à Paris, il achète une maison en ruine dans le Gard, au centre du village de Seynes, dans les Garrigues, au pied du Mont Bouquet, non loin d’Uzès. Mais André Malraux et Louis Chevasson interviennent et il peut s’installer au 9, rue Ricaut (13e arrondissement), dans un immeuble destiné aux artistes que les HLM de la Ville de Paris viennent de construire.

Gaston Louis Roux dans son atelier
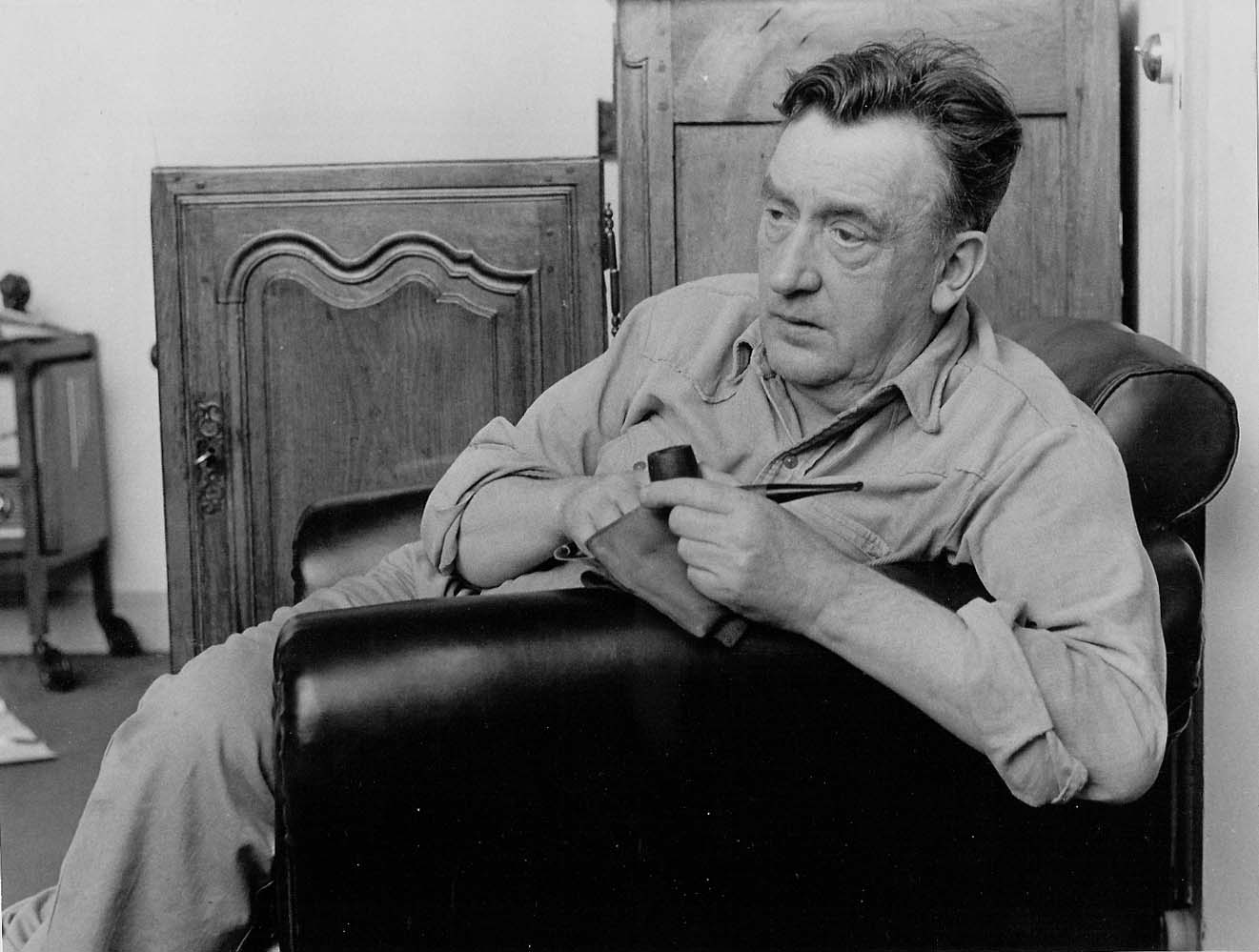
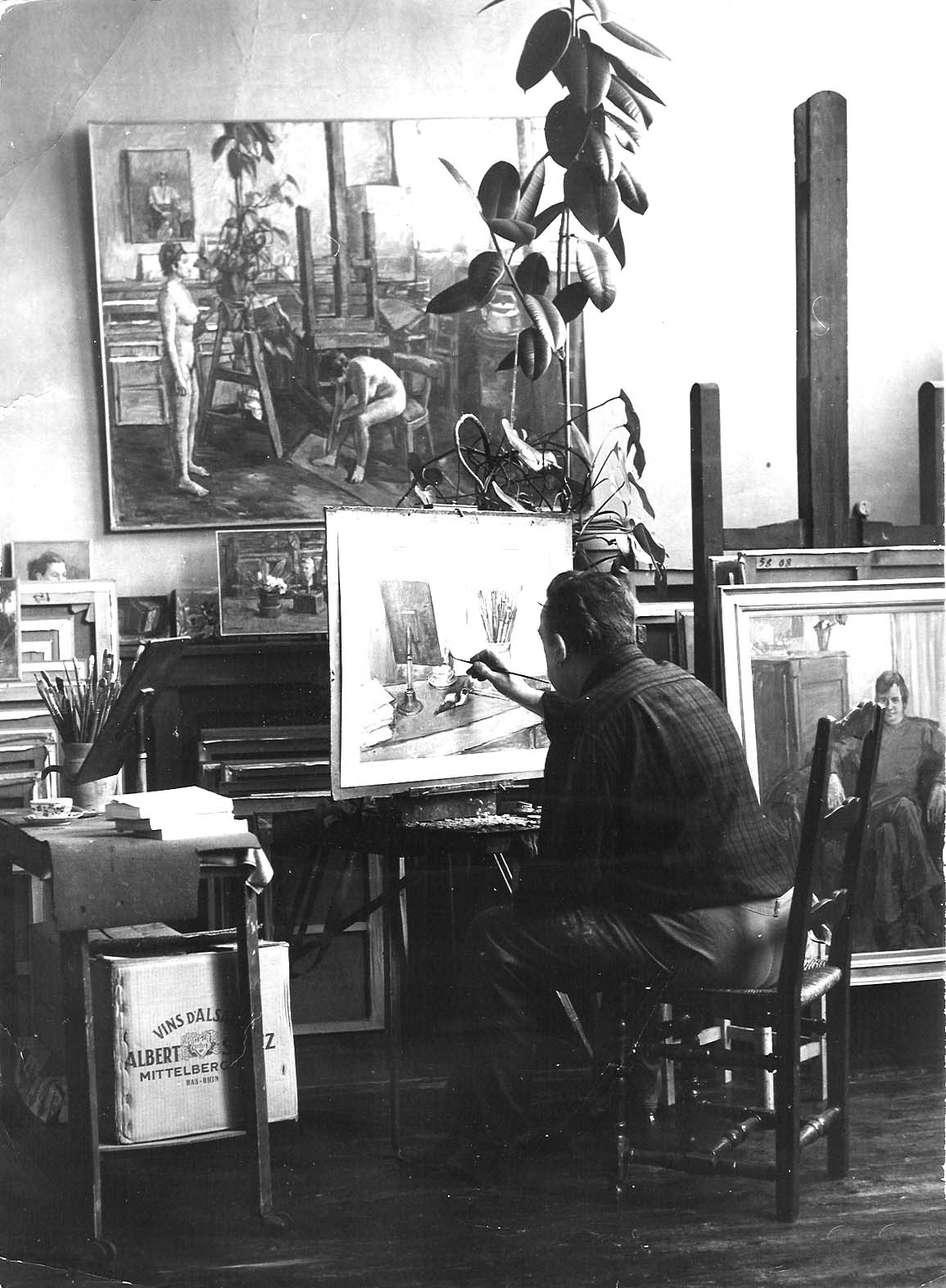

Une fois encore sa vie va se partager entre Paris et la campagne, séjournant chaque été à Seynes pour y rencontrer ou y recevoir des amis parmi lesquels les peintres Roger Montandon et Otto Schauer, le diplomate Stéphane Hessel ou le poète Jacques Baron. Sa peinture évolue sous les lumières dures du midi, lumières qu’il avait d’ailleurs découvertes au début des années 1960 à Velletri, en Italie. Cette lumière modifie sa palette mais il a toujours les mêmes attirances. Au-delà de quelques nus et portraits (tels l’Autoportrait de 1957, les portraits dans l'atelier de son épouse Pauline en 1962, de l'écrivain Christian Giudicelli en 1970 : « De ces portraits, observera Jacques Baron, se dégage tout le possible de la condition humaine. Le peintre est attentif à ne rien laisser perdre de la respiration de l'âme à travers la peau de son modèle. Il ne s'agit pas, bien entendu, de psychologie, mais d'une sympathie agissante par les moyens de l'art. »), ce sont les objets qui l’entourent, l’arbre ou la pierre et la fleur ; c’est la route qui tourne avant de disparaître, un cheminement entre les arbres ou la falaise qui brusquement plonge mais dont un rideau d’arbres le protège.
De plus en plus fatigué mais sachant encore passer de l’angoisse à l’ironie et au plaisir de saisir l’instant présent, il continue à peindre jusqu’à la veille de sa mort, le 30 mars 1988 dans le 13e arrondissement de Paris. Il est inhumé au cimetière de Seynes où son épouse Pauline le rejoindra en août 2015.

## Œuvres

### Peintures, dessins (sélection, collections particulières)

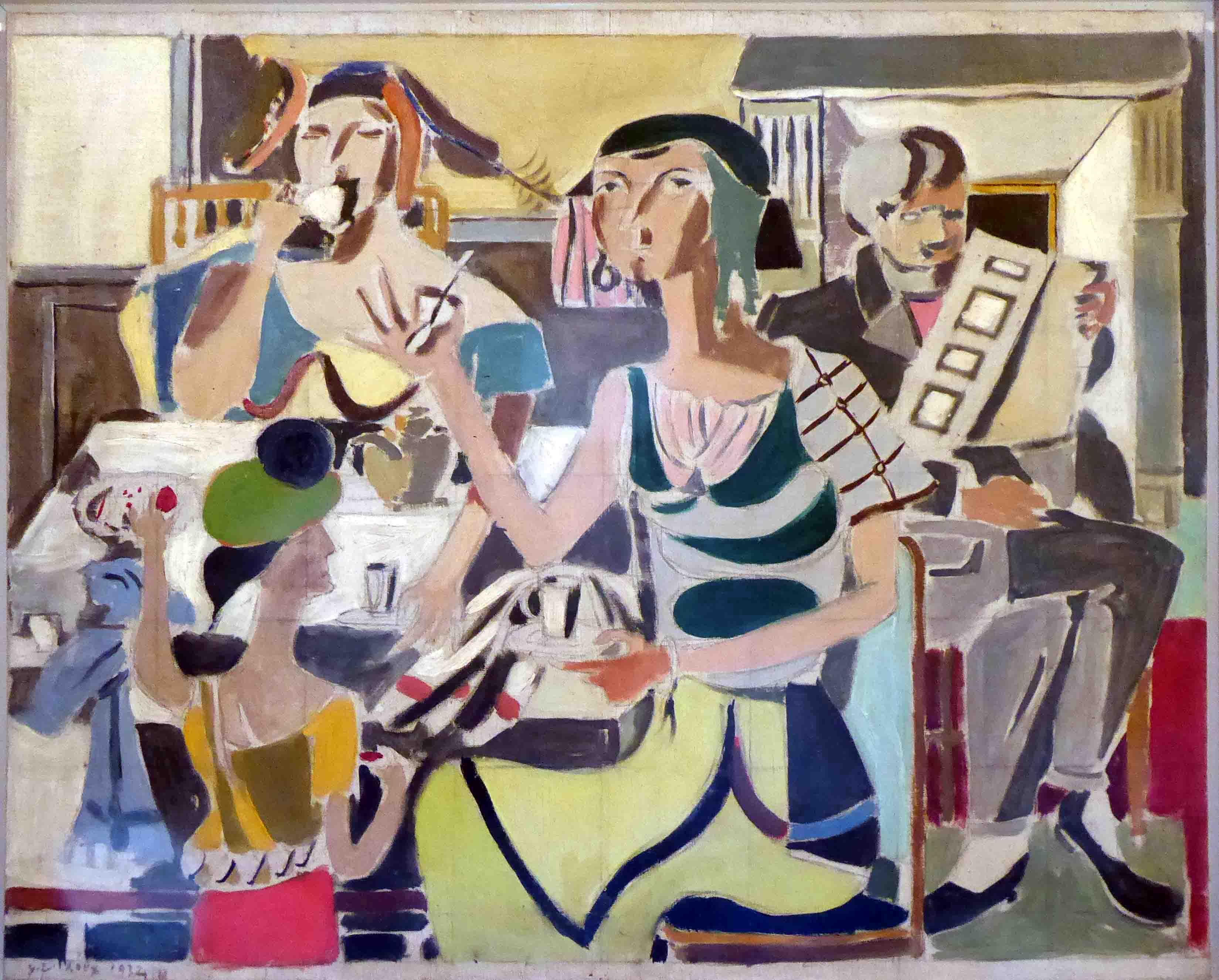
Étude pour le goûter, huile sur toile, 1932
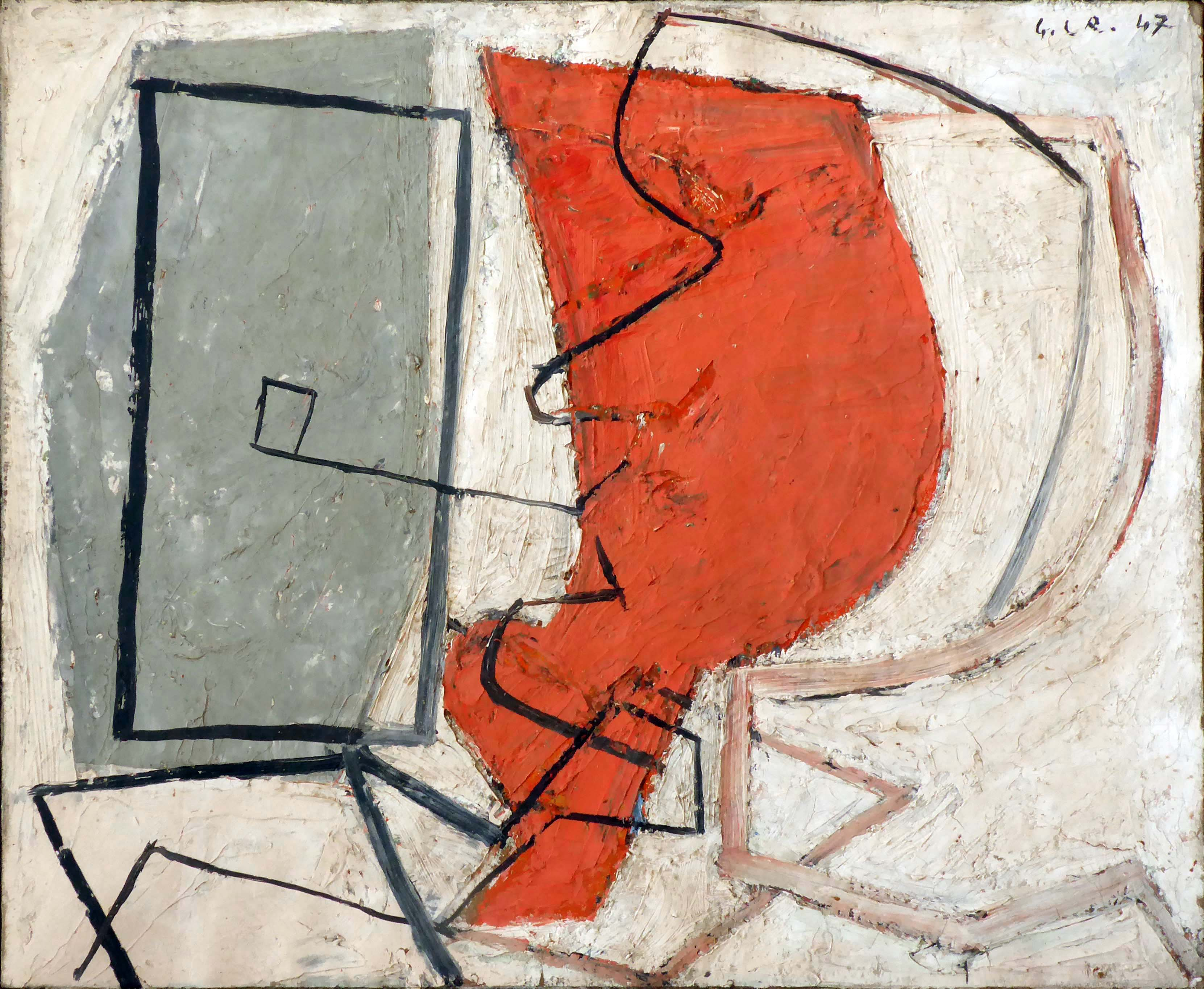
Autoportrait, huile sur toile, 1947
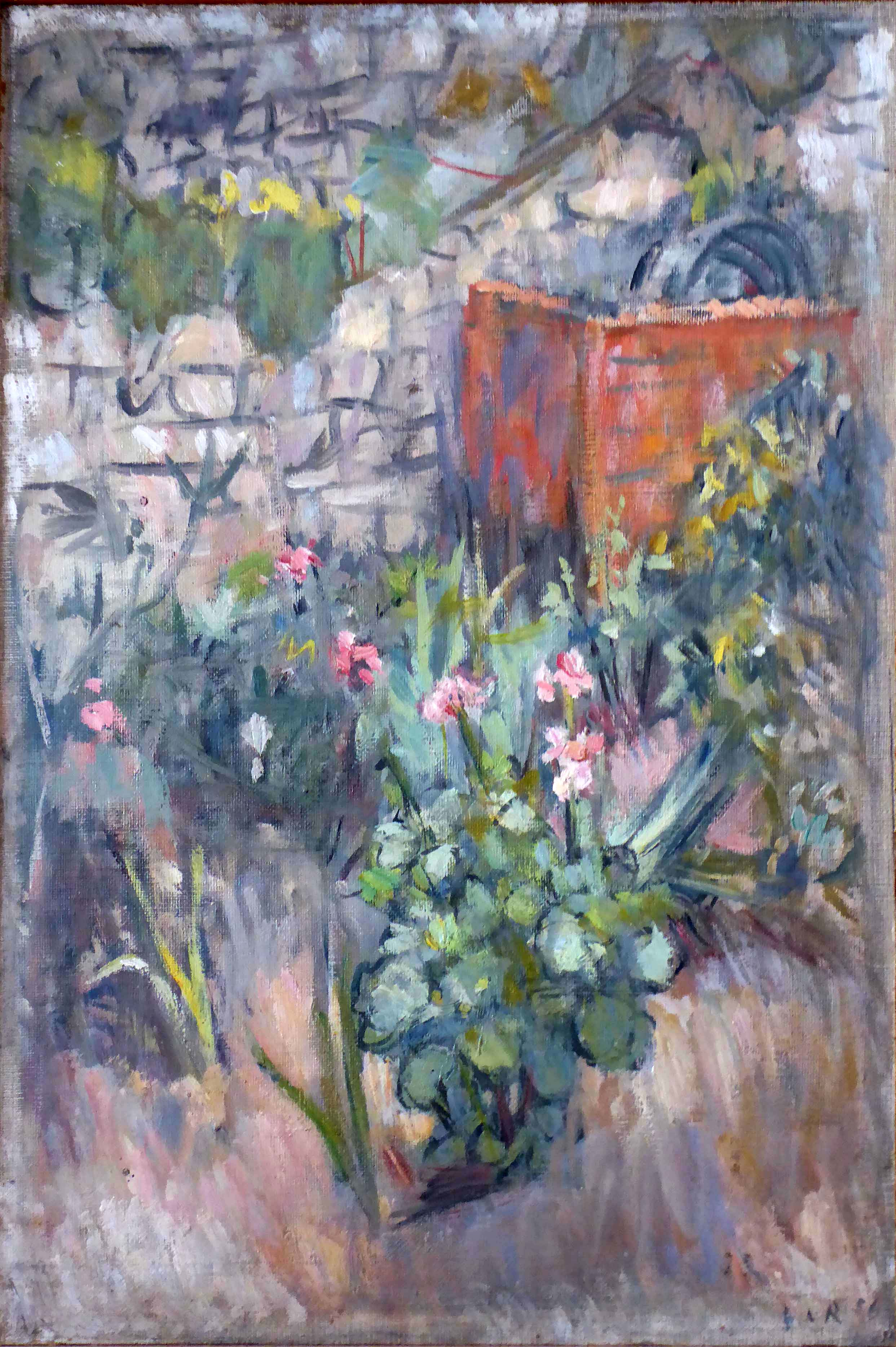
Le puits, huile sur toile, La Noue, 1956
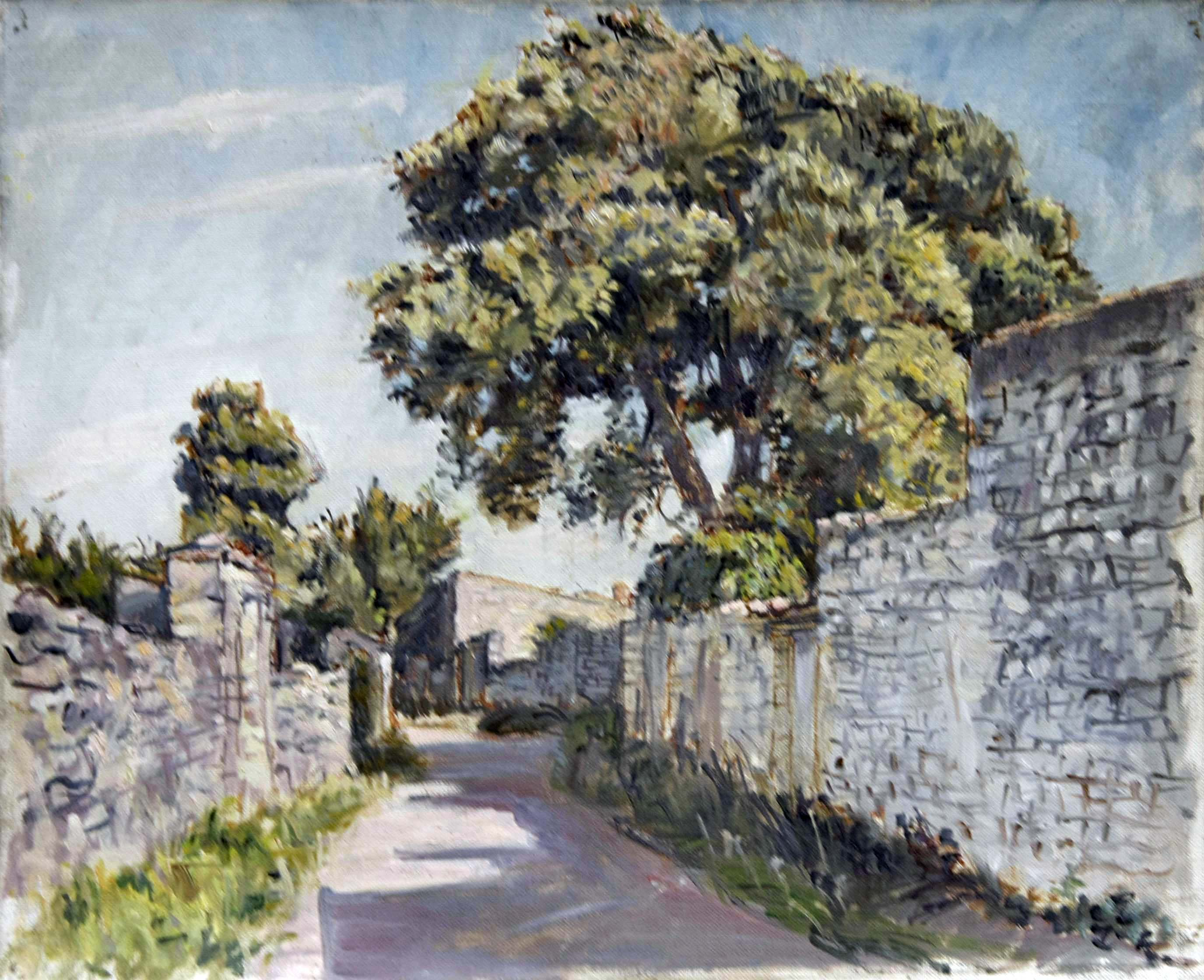
La rampe, huile sur toile, La Noue, 1958
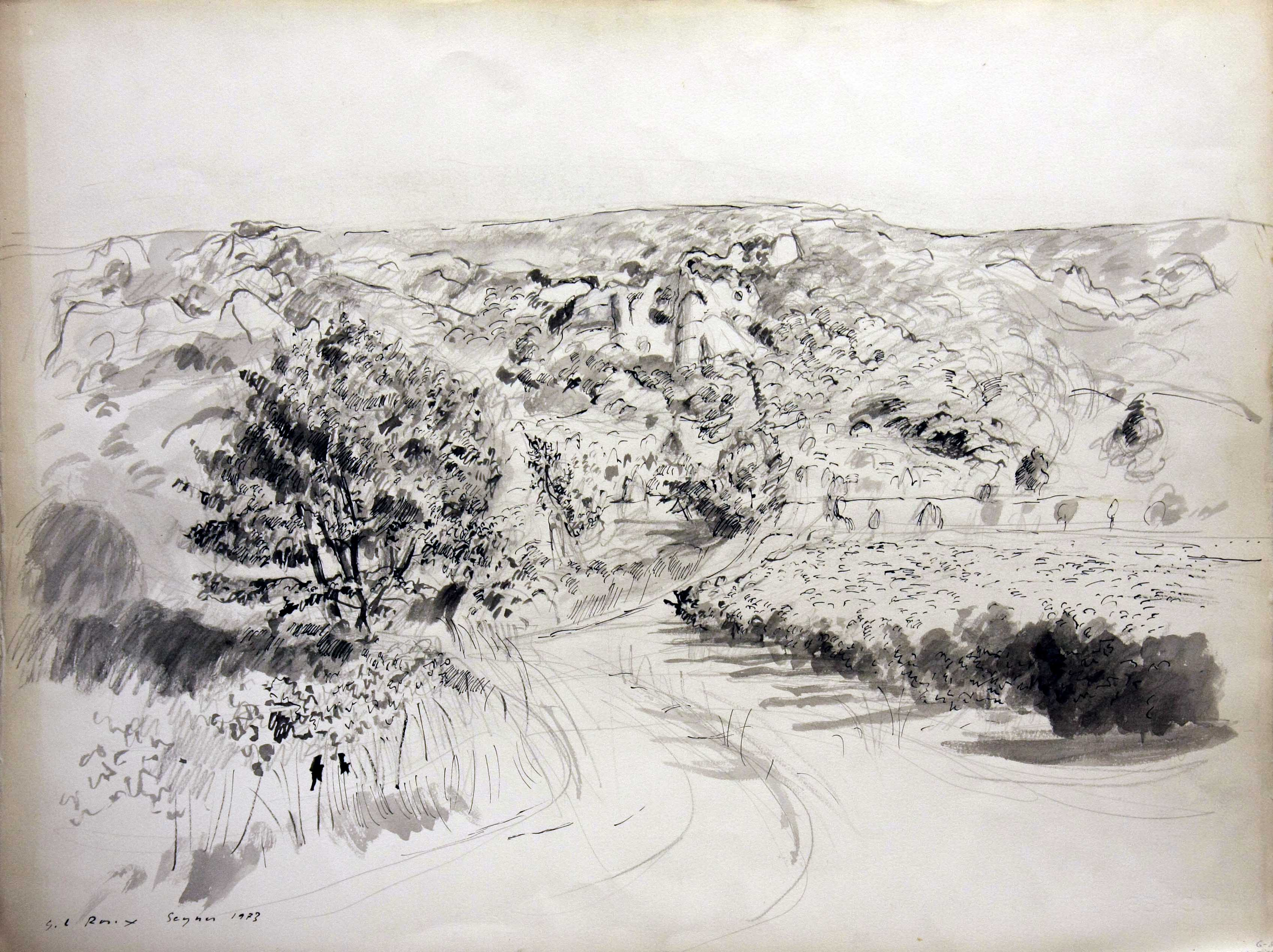
Paysage de Seynes, encre, 1973
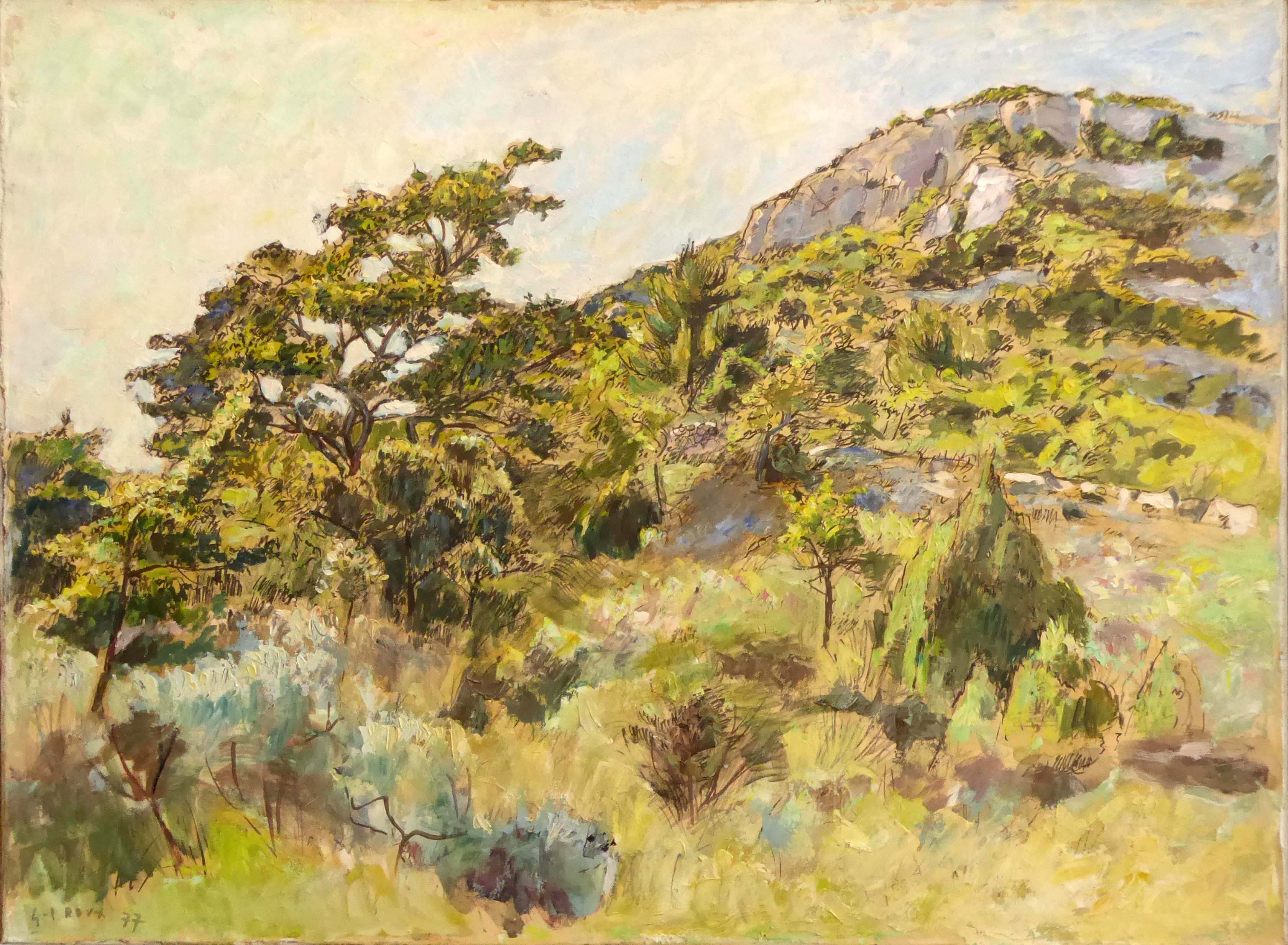
Chêne et garrigue, huile sur toile, Seynes, 1977

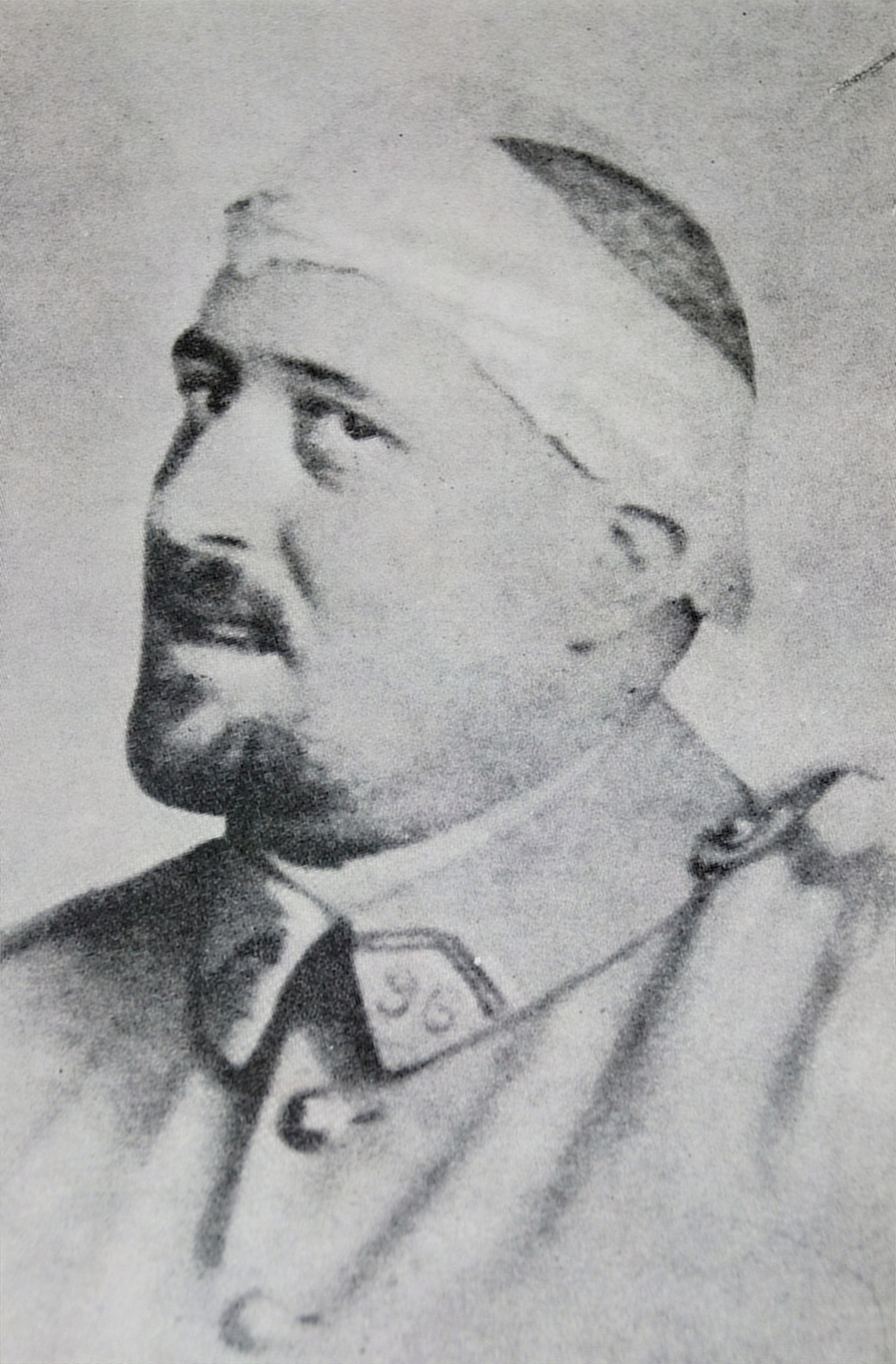
Guillaume Apollinaire

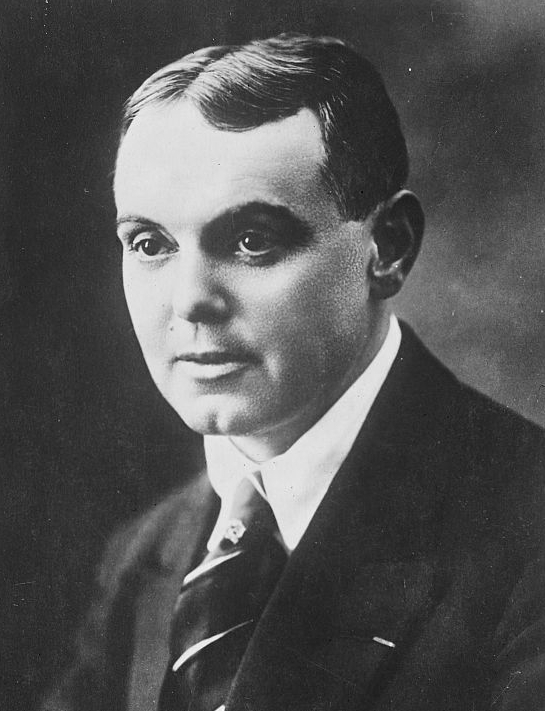
Pierre Mac Orlan

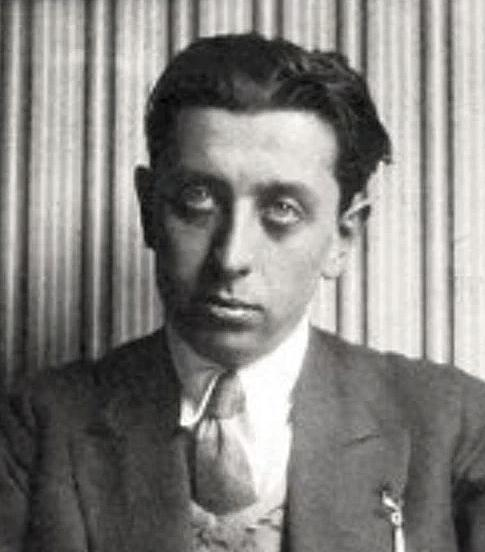
Robert Desnos

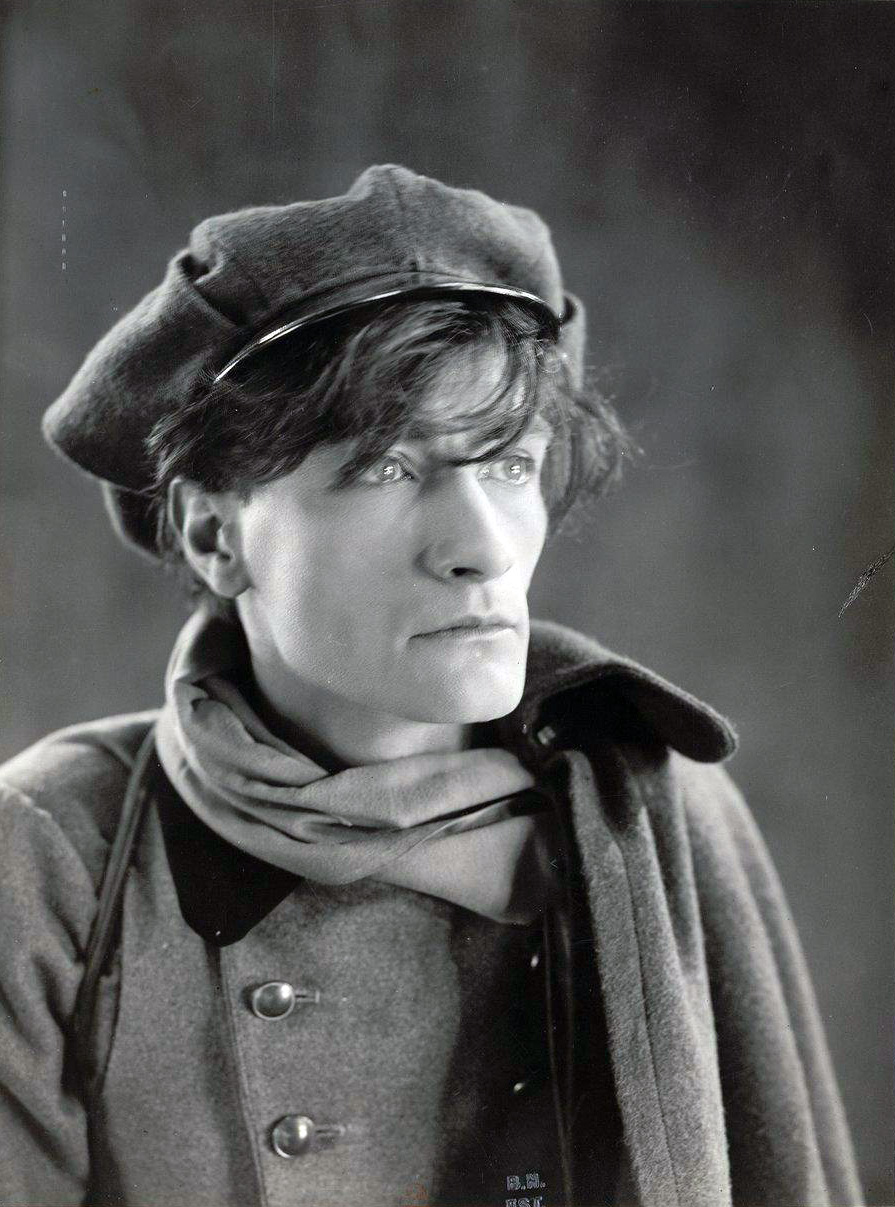
Antonin Artaud

### Contributions bibliophiliques
- Guillaume Apollinaire, Les Exploits d'un jeune Don Juan, 12 lithographies originales de Gaston-Louis Roux, éditions de La Couronne des amours, 1926
- Paul Morand, Les plaisirs rhénans, 7 lithographies érotiques originales coloriées à la main par Gaston-Louis Roux, 107 exemplaires numérotés, Librairie Leocadia, Dusseldorf, 1926.
- Maurice Des Ombiaux, Les fromages, frontispice de Gaston-Louis Roux, éditions Jean Budry, 1926.
- Prosper Mérimée, Lettres libres à Stendhal, 9 lithographies originales de Gaston-Louis Roux, éditions de la Grenade, Paris, 1927.
- Stendhal (préface de Fernand Fleuret), Souvenirs d'égotisme, lithographies originales de Gaston-Louis Roux, collection « Aux Aldes » dirigée par André Malraux, Bernard Grasset éditeur, 1928.
- Pierre Mac Orlan (sous le pseudonyme de Pierre Du Bourdel), Mademoiselle de Mustelle et ses amies, parodie obscène des Petites Filles modèles de la Comtesse de Ségur, eau-forte originale de Gaston-Louis Roux en frontispice, 128 exemplaires numérotés, À la boutique de poésie, 1928.
- Arthur Rimbaud, Bonnes pensées du matin, poème orné de 8 compositions de Gaston-Louis Roux mises en couleurs au pochoir, 150 exemplaires numérotés, Presses des éditions Graphis, 1930[2].
- Robert Ganzo, Par Ganzo, 23 lithographies originales de Gaston-Louis Roux, 95 exemplaires numérotés, chez l'auteur, Paris, 1942.
- Robert Desnos, État de veille, 10 gravures au burin de Gaston-Louis Roux, 170 exemplaires numérotés, collection « Pour ses amis », éditions Robert J. Godet, 1943.
- Honoré de Balzac, La Grande Bretèche - Le cornac de Carlsruhe, portrait de Balzac dessiné par Gaston-Louis Roux en couverture, « Petite collection Balzac », Skira, Lausanne, 1947[31].
- Jacques Baron, Les quatre temps suivi de L'éducation sentimentale, portrait de l'auteur par Gaston-Louios Roux, Seghers, 1956.
- André du Bouchet, L'avril, 2 eaux-fortes de Gaston-Louis Roux, 60 exemplaires numérotés, signés par l'auteur et l'illustrateur, éditions Galerie Janine Hao, 1963.

### Affiche
- Victor ou les enfants au pouvoir de Roger Vitrac, mise en scène d'Antonin Artaud, troupe du Théâtre Alfred-Jarry (en), Paris, Comédie des Champs-Élysées, 1928[32].

### Autres illustrations
- Antonin Artaud et Roger Vitrac, Le théâtre Alfred-Jarry et l'hostilité publique, couverture de Gaston-Louis Roux, 48 p., Paris, 1930.
- Carl Einstein, Entwurf einer Landschaft, 5 lithographies originales de Gaston-Louis Roux dont une en frontispice, 100 exemplaires numérotés, Paris, Édition de la Galerie Simon, 1930, 32 p.[33].
- « Mission Dakar-Djibouti », Minotaure, no 2, couverture de Gaston-Louis Roux, textes de Marcel Griaule, Paul Rivet, Georges Henri Rivière, Albert Skira éditeur, juin 1933[34],[35].

### Écrits
- Gaston-Louis Roux, « Un drame de l'espionnage », Voilà, 20 janvier 1934.
- Gaston-Louis Roux, « En Godjam », 30 juillet 1935[36].
- Gaston-Louis Roux, « Un grand seigneur abyssin : le Ras Aylou », 10 septembre 1935[36] ; Michel Leiris restitue que Gaston-Louis Roux a peint un grand portrait du Ras Aylou qui en novembre 1932 a été offert à la prêtresse abyssinienne Malkam Ayyahou[37].
- Gaston-Louis Roux, « Un peintre français en Abyssinie », La Bête noire, n°5, octobre 1935, p. 3[14].
- Gaston-Louis Roux, « La peinture en Abyssinie », Art et couleur, 1943, pp. 10-16.
- Gaston-Louis Roux, Quelle est ma position dans l'art contemporain ?, catalogue du Prix Marzotto, 1968.
- Des poèmes écrits  par Gaston-Louis Roux dans les années 1940 ont été insérés par Robert Desnos dans la partie « Portes battantes » de son recueil Fortunes, Gallimard, 1969[2].

## Expositions

### Expositions personnelles

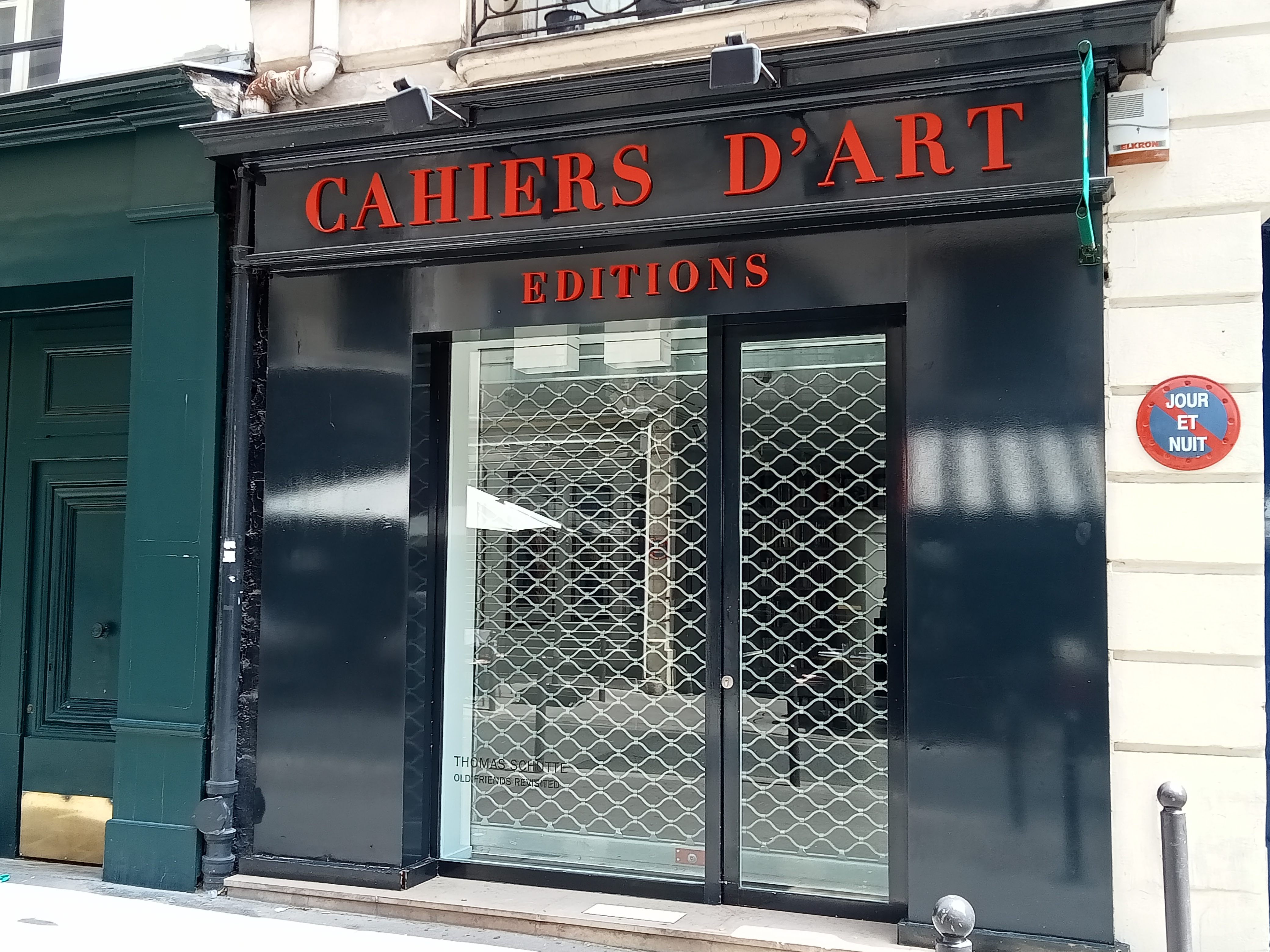
Galerie Cahiers d'Art, Paris

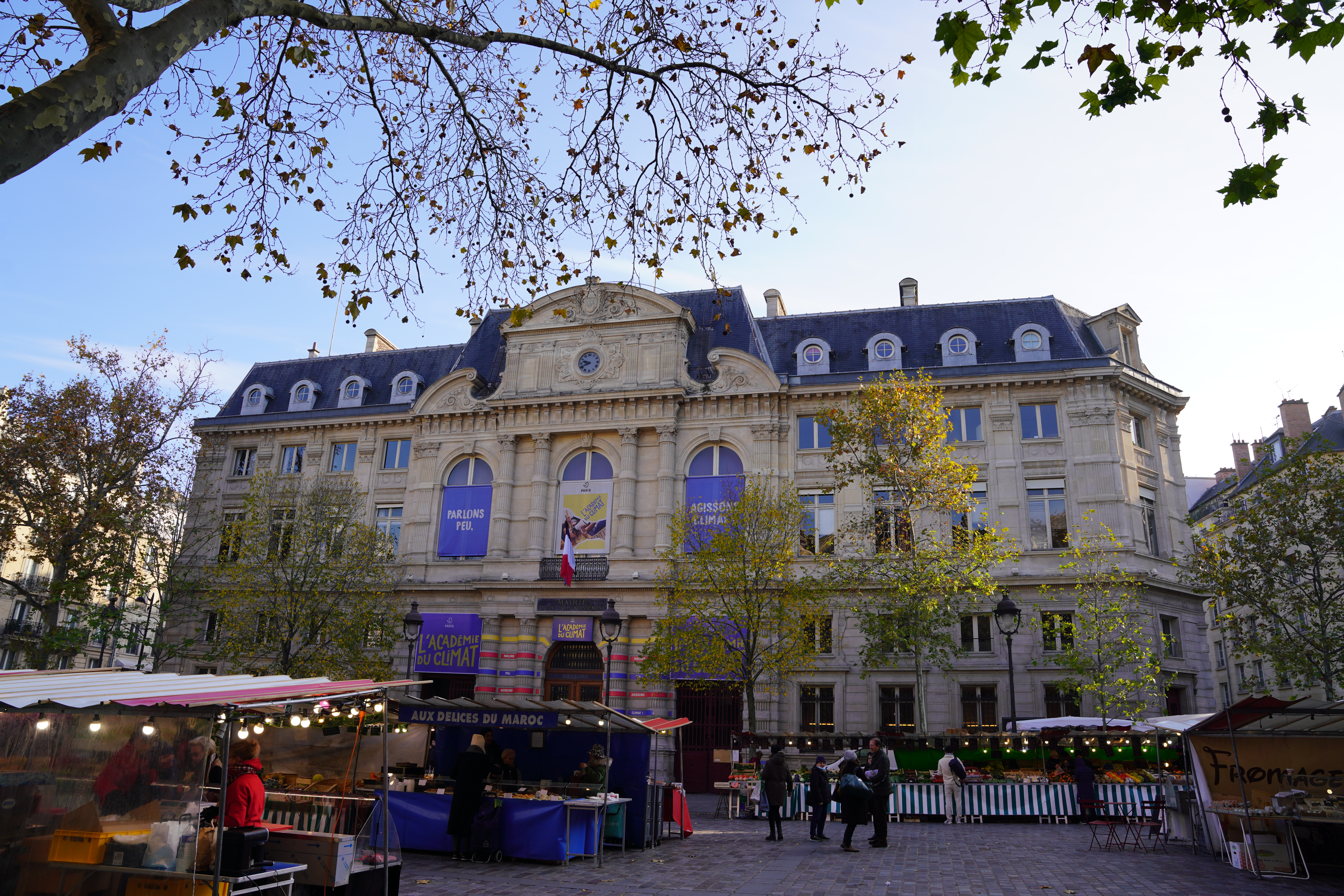
Mairie du 4e arrondissement de Paris

- Galerie Simon-Kahnweiler, 29bis rue d'Astorg, Paris, 1927[38], avril-mai 1929[39], 1930, juin-juillet 1933[40].
- Staatliche Museum, Sarrebruck, 1931[2].
- Gallery of Living Art, New York, 1933[2].
- Galerie Leiris, Paris, 1947[41].
- Galerie Les Cahiers d'Art (Yvonne Zervos), 14 rue du Dragon, Paris, mai-juin 1962[42],[43].
- Galerie Janine Hao, Paris, avril 1963 (Gaston-Louis Roux - Aquarelles, gravures, dessins récents), octobre-novembre 1966 (Georges Louis Roux cette année).
- Galerie Jeanne Castel, Paris, mai 1964[44].
- Galerie Henriette Gomès, Paris, 1968, 1971, novembre-décembre 1974, novembre-décembre 1978[2].
- Gaston-Louis Roux - Drawings and watercolours, Theo Waddington Gallery (en), Londres, avril-mai 1981.
- Stoppenbach & Delestre Gallery, Londres, mai-juin 1982.
- Mairie du 4e arrondissement de Paris, mai-juin 1983[2].
- Gaston-Louis Roux, d'une époque à l'autre, espace Saint-Loup, Billom, juillet-août 1983.
- Galerie Delestre, Paris, 1986.
- Gaston-Louis Roux ou l'enfance au pouvoir, Galerie 1900-2000, Paris, novembre-décembre 1987[45].
- Banque de France, Provins, juin-août 1996[2].
- Galerie Joan Gaspar, Barcelone, décembre 2001 - février 2002 (Gaston-Louis Roux, l'època de Kahnweiler) ; Madrid, 2004 (Centenario del nacimiento de Georges-Louis Roux) ; Madrid, février-mars 2007 (Gaston-Louis Roux - Peintures 1938-1978)[46].
- Gaston-Louis Roux i l'avantguarda, Musée du tabac - Fondation Julià Reig, Sant Julià de Lòria (Andorre), juin-octobre 2017[47],[48].
- Gaston-Louis Roux - Peindre la garrigue, Musée Georges-Borias, Uzès, juin-novembre 2024[49].

### Expositions collectives

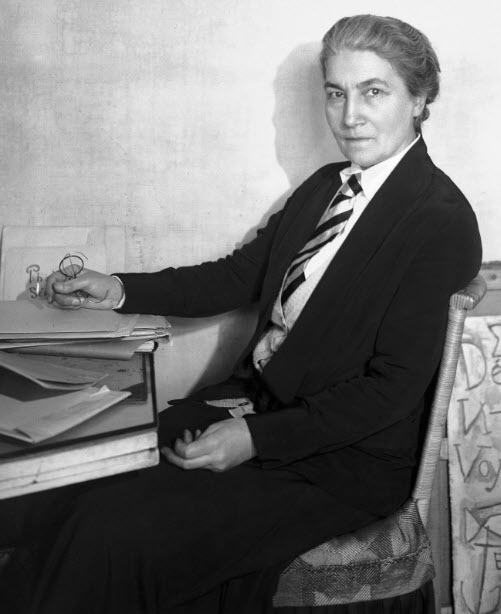
Jeanne Bucher

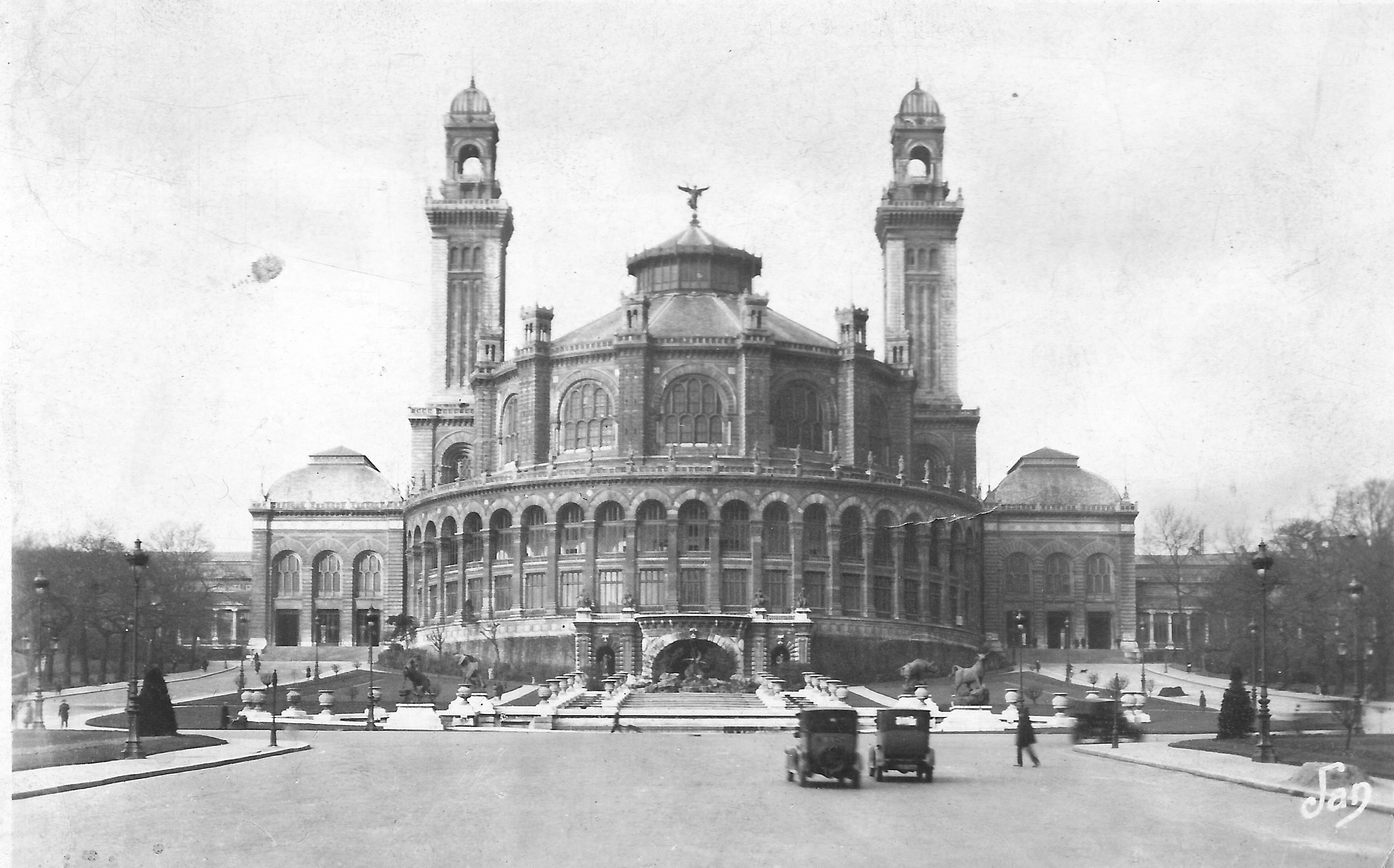
Palais du Trocadéro, Paris

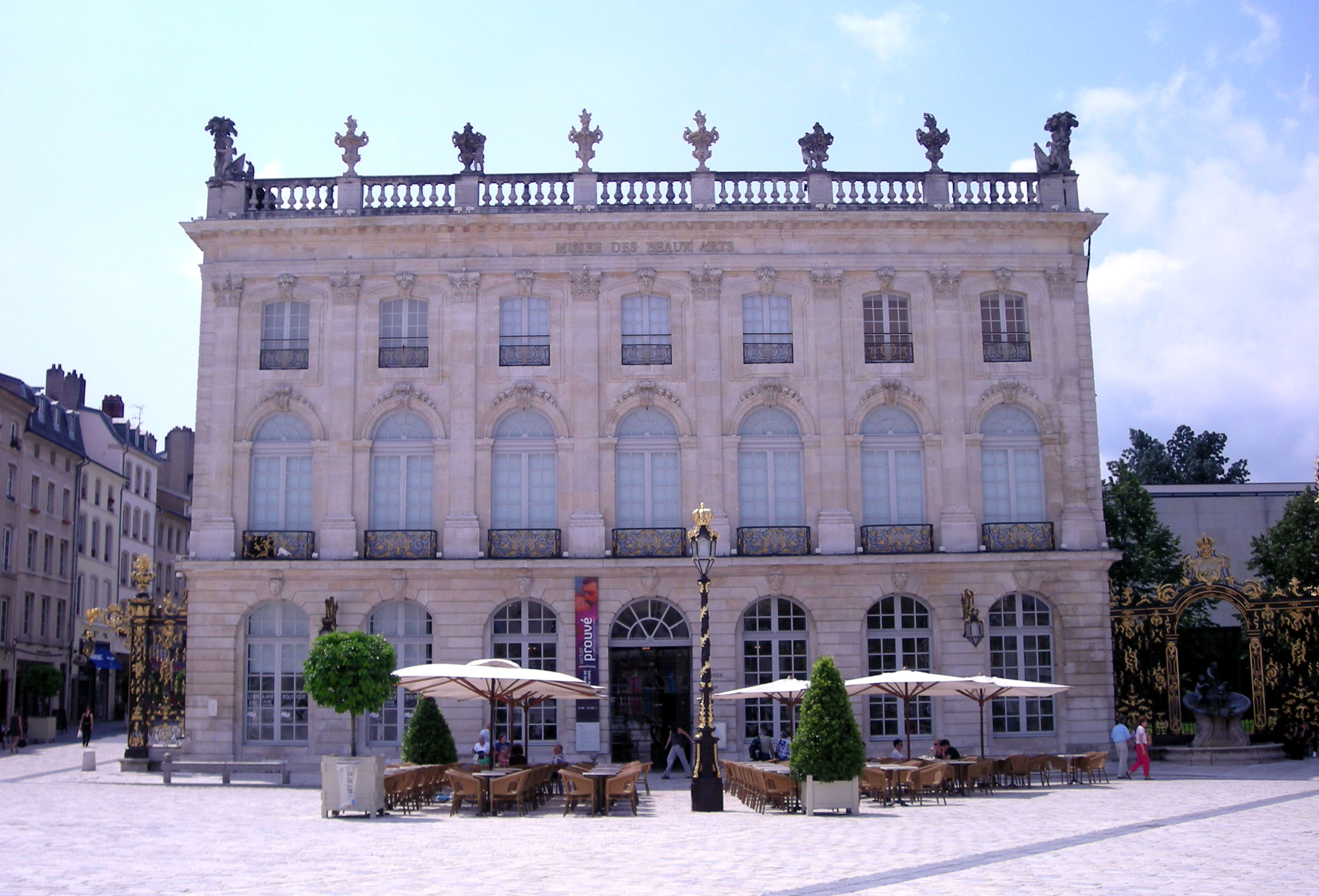
Musée des Beaux-Arts de Nancy

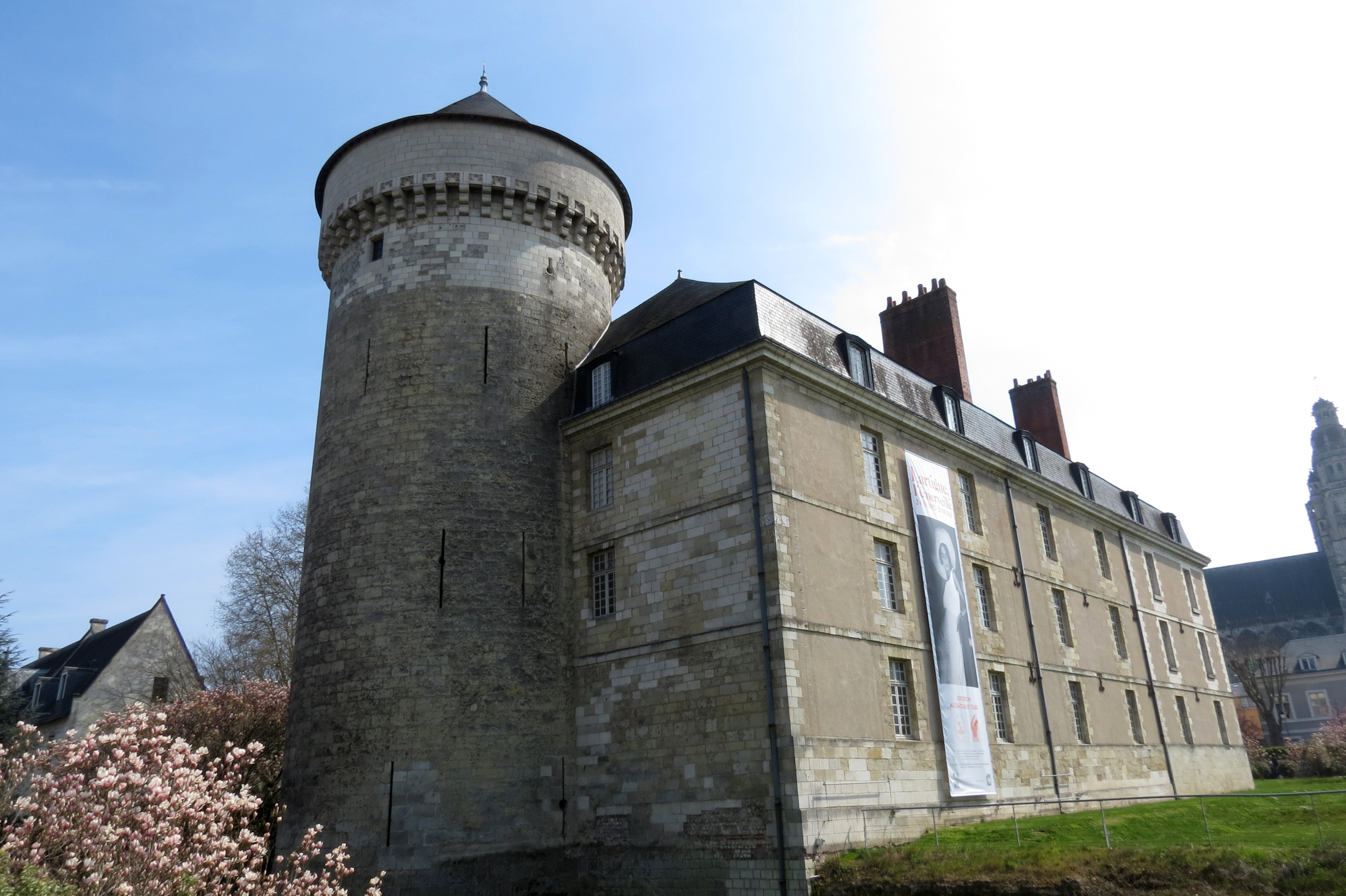
Château de Tours

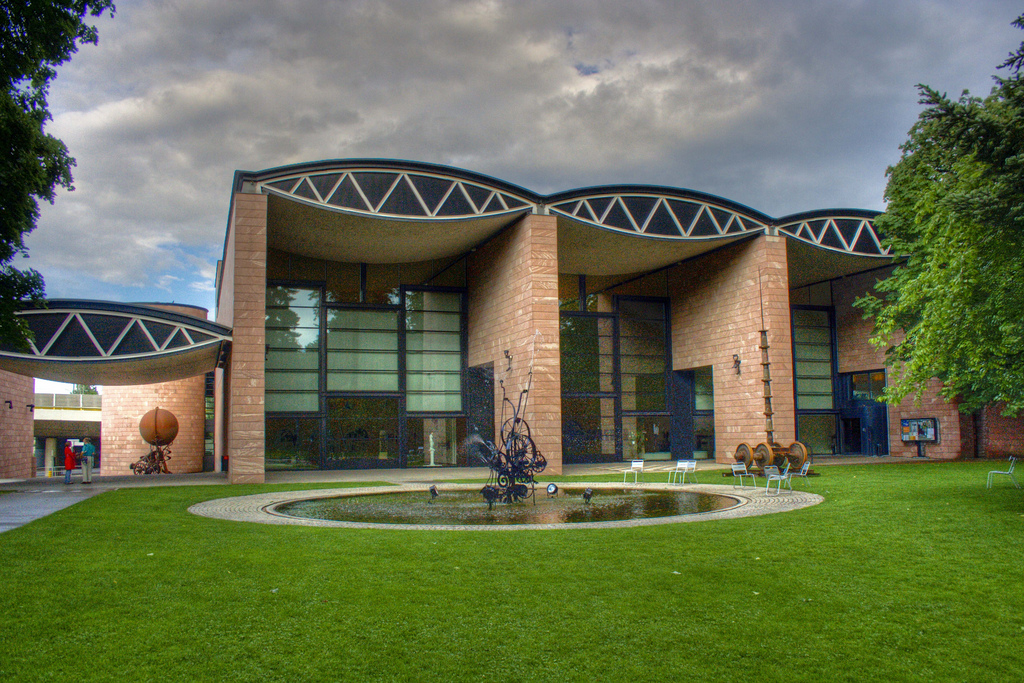
Musée Tinguely, Bâle

- Les élèves de l'Académie Ranson, Galerie Druet, Paris, 1920[25].
- Gravures et lithographies - Marc Chagall, Raoul Dufy, Max Ernst, Juan Gris, Max Jacob, Fernand Léger, Jean Lurçat, Joan Miró, Pablo Picasso, Gaston-Louis Roux…, Galerie Jeanne Bucher, Paris, décembre 1931 - janvier 1932[5].
- Mission ethnographique et linguistique Dakar-Djibouti (1931-1933), Musée d'Ethnographie du Trocadéro, palais du Trocadéro, Paris, juin 1933[50].
- Salon d'automne, Paris, 1935[2].
- Salon des indépendants, Paris, 1937[2].
- Galerie pittoresque à Montparnasse, Paris, 1938.
- Paintings from France, Leicaster Galleries, Londres, 1953.
- L'École de Paris, Galerie Charpentier, Paris, 1953, 1954, 1955[2].
- Maler in Frankreich - André Beaudin, Françoise Gilot, Élie Lascaux, André Masson, Suzanne Roger, Yves Rouvre, Gaston-Louis Roux, Galerie Alex Vömel, Dusseldorf, 1954.
- Présence du visible - Francis Bacon, Francisco Bores, Roger Chastel, Leonardo Cremonini, Alberto Giacometti, Francis Gruber, Arnaud d'Hauterives, Jean Hélion, Charles Lapicque, Eugène Leroy, Paul Rebeyrolle, Gaston-Louis Roux, Pierre Tal Coat, Javier Vilató…, Galerie Jeanne Castel, Paris, puis Musée des Beaux-Arts de Nancy, 1964[51].
- Musée des Beaux-Arts et d'Archéologie Joseph-Déchelette, Roanne, 1967[2].
- Galerie Claude Bernard, Paris, 1967[2].
- Prix Marzotton, Prague, 1968[2].
- Interférences peinture poésir, Galerie Daniel Templon, Paris, 1969[2].
- William Chattaway (en), Alberto Giacometti, Jean Hélion, Charles Marks, Gaston-Louis Roux - Peintures, dessins, sculptures, Galerie Échelle 30, Paris, 1970.
- Peintres de la rue de Bourgogne, centre culturel de Clermont-Ferrand, 1977 ; mairie du 15e arrondissement de Paris, 1979 ; mairie du 4e arrondissement de Paris, 1980[2].
- Hommage à Kahnweiler, Centre Georges-Pompidou, Paris, novembre 1984 - janvier 1985.
- Regards sur "Minotaure", la revue à tête de bête, Musée Rath, Genève, octobre 1987 - janvier 1988 ; Musée d'art moderne de la ville de Paris, mars-mai 1988[52].
- La rue de Bourgogne - Dix peintres, un sculpteur, Musée Carnavalet, Paris, avril-juin 1992[2].
- Yves Bonnefoy - Écrits sur l'art et livres avec les artistes - Pierre Alechinsky, Geneviève Asse, Balthus, Eduardo Chillida, Claude Garache, Joan Miró, Gaston-Louis Roux, Antoni Tàpies, Raoul Ubac, Bram Van Velde, Zao Wou-Ki…, château de Tours, octobre-novembre 1993.
- Die Sammlung Kahnweiler, Kunstmuseum Düsseldorf, 1994[53].
- Zeitgennönnische figurative Kunst - Pariser Künstler, Galerie am Domhof, Zwickau, 1994[53].
- Natures mortes du XXe siècle, musée Tavet-Delacour, Pontoise, 1997[53].
- Galerie Joan Gaspar, Barcelone, 2006 (Realismo), Madrid, 2006 (Œuvres pour une collection), Madrid, 2012 (¿ Quiés tiene miedo al amarillo ?), Barcelone, 2017 (Los artistas de Daniel-Henry Kahnweiler)[53].
- L'invention du XXe siècle - Carl Einstein et les avant-gardes, musée national centre d'art Reina Sofía, Madrid, 2008-2009[53].
- Impasse Ronsin - Meurtre, amour et art au cœur de Paris, Musée Tinguely, Bâle, décembre 2020 - août 2021[54].

## Citations

### Dits de Gaston-Louis Roux
- « La différence entre une bonne et une mauvaise figuration est cette petite marge - franchie par les meilleurs - entre le calendrier des Postes et une peinture de Claude Monet. Que se propose l'art figuratif sinon de représenter le réel par une figure. On a trop souvent cru ces dernières années, et en particulier sous l'influence de la science, que le réel n'était que forme, géométrie, couleur. Or le monde qui nous entoure, dont personne ne peut contester qu'il est réel, n'est pas uniquement l'assemblage de matériaux divers, inertes, mais il est lui-même l'idée mise sous une forme concrète et c'est pourquoi la peinture figurative veut saisir le réel non seulement dans son apparence matérielle, mais dans son contenu spirituel. L'idée n'est pas abstraite, elle est inséparable de la matière. Un peintre n'est ni un géomètre, ni un coloriste. Il est celui qui, fidèle à la matière et par elle, exprime le concret dans sa totalité. » - Gaston-Louis Roux[55],[5]
- « La peinture qui a l'air heureuse est celle qui a donné à celui qui l'a faite le plus de mal et le plus de tourment… Pour le spectateur, il y a sûrement une peinture heureuse, mais pour celui qui l'a faite, j'en doute. » - Gaston-Louis Roux[56]

### Réception critique et témoignages

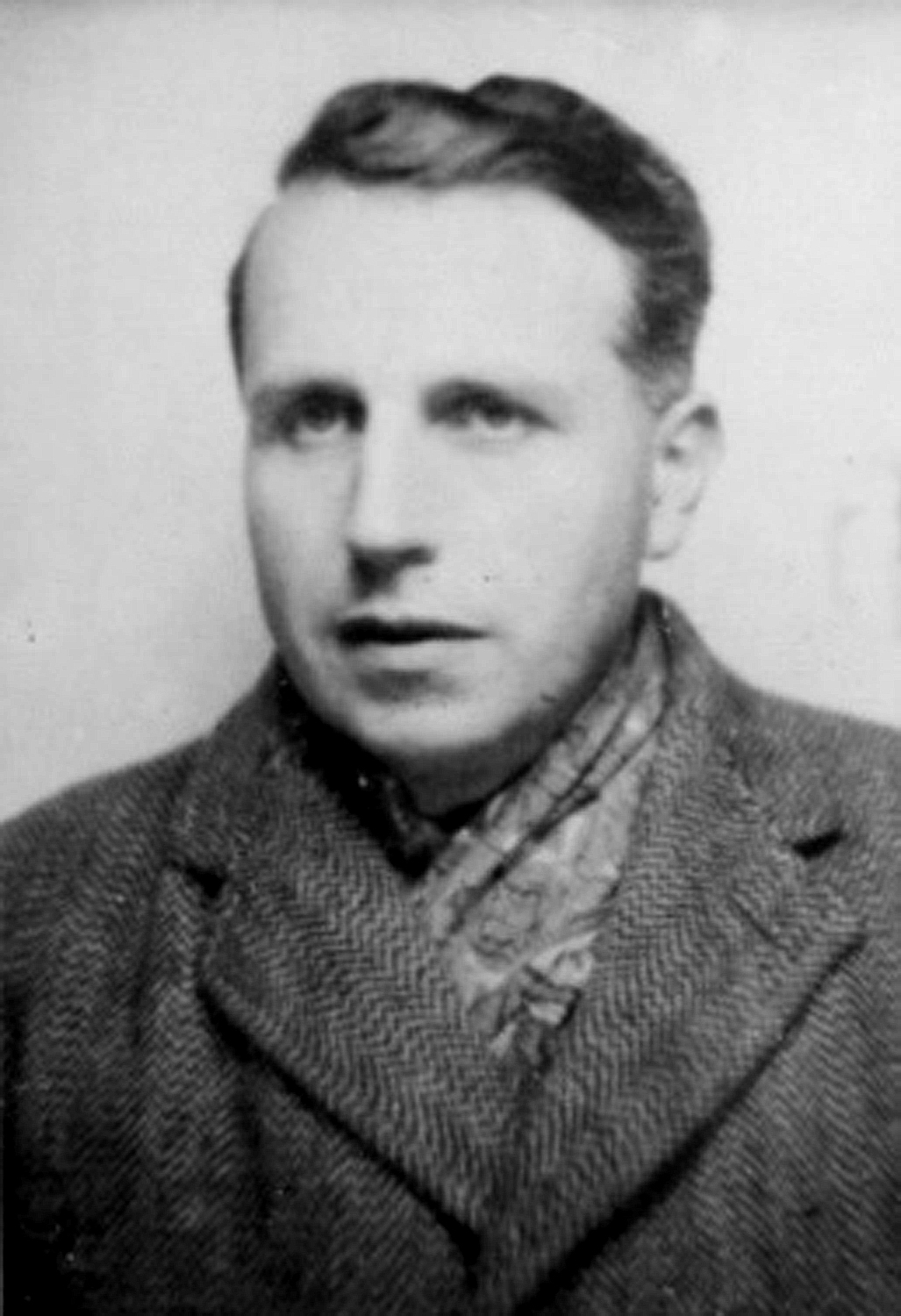
Georges Bataille

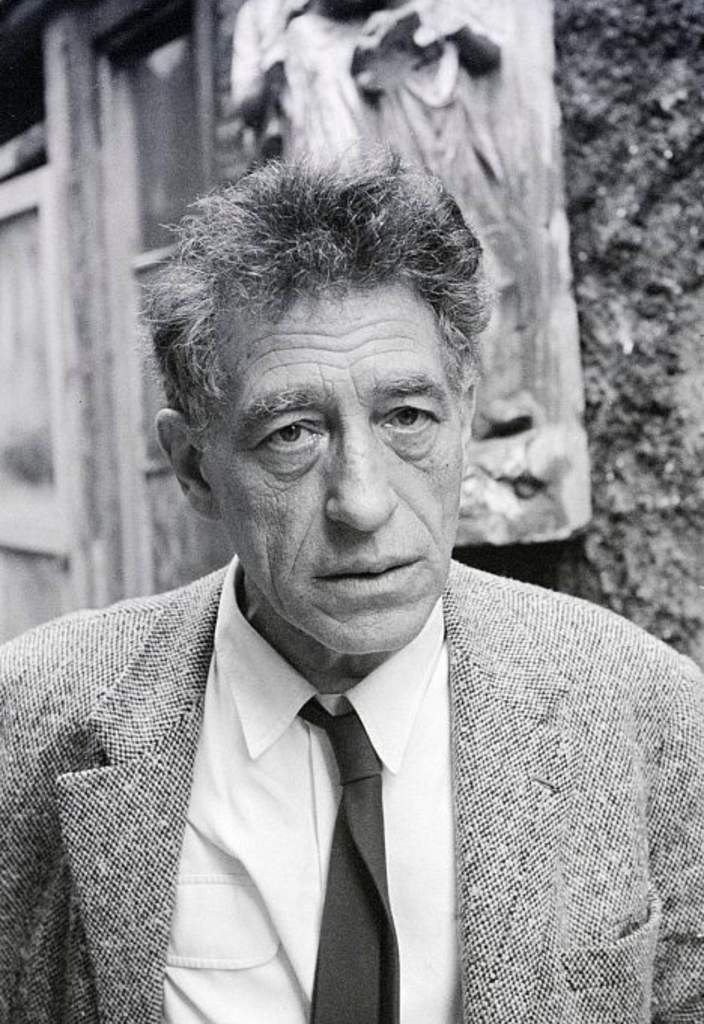
Alberto Giacometti

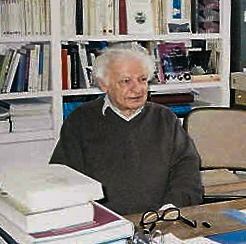
Yves Bonnefoy

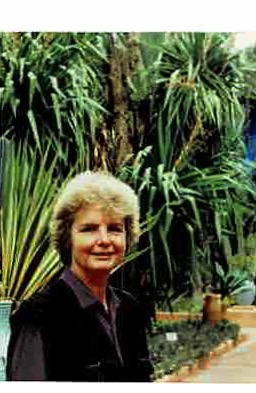
Gladys C. Fabre

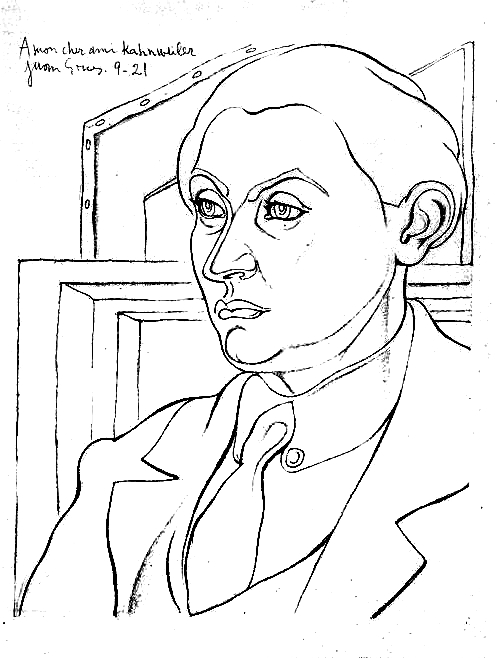
Daniel-Henry Kahnweiler (portrait par Juan Gris)

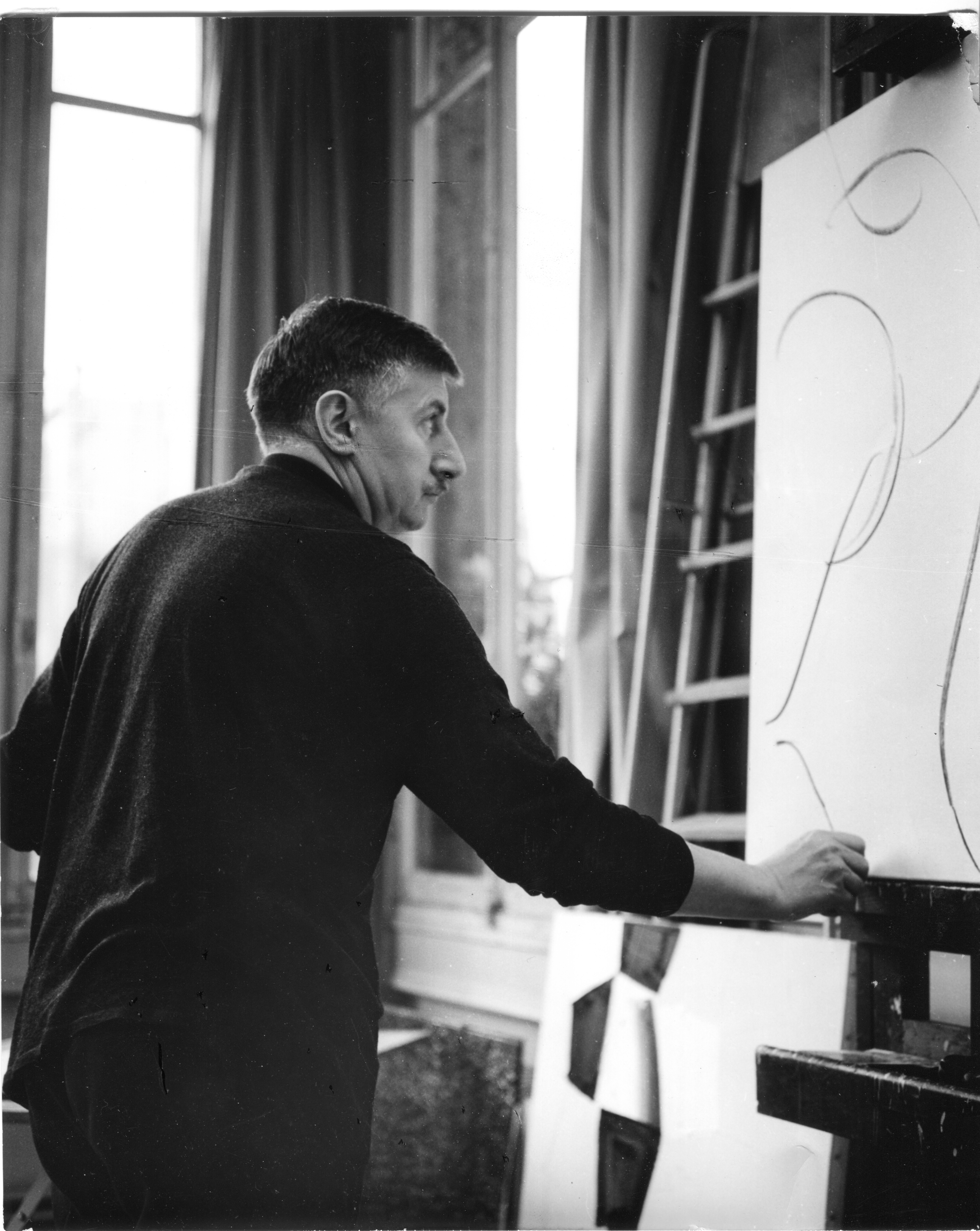
Jacques Busse

- « Roux limite tous les problèmes à sa propre et à sa seule activité. Son dessin, ses couleurs, s'inscrivent définitivement, se projettent même sur la toile avec la sûreté et la précision d'un événement. Chez Roux, le drame est rapide. Les personnages obéissent aussitôt conçus aux lois même qui les conditionnent. Ils portent même le masque, l'empreinte de ses lois. Ils portent aussi la forme du tempérament du peintre. C'est dire que l'œuvre est complète au point de vue moderne, que les hésitations du peintre apparaissent positivement et régulièrement, que l'humour du morceau, en soi, comporte aussi l'humour de sa genèse et que tout concourt à une harmonie véritable faite de ce défi, de ce désenchantement et en fin de compte de la réusite totale. » - Roger Vitrac[57]
- « Gaston-Louis Roux est un des peintres les plus justement renommés de sa génération. Ses grandes compositions, depuis L'Arracheur de dents jusqu'à La Promenade et Le Déjeuner, lui ont créé une situation privilégiée dans la jeune peinture d'aujourd'hui pour les authentiques qualités plastiques qu'elles révélaient, leur fougue significative et cet humour secret qui leur donnait une saveur nouvelle. » - Tériade[40]
- « Qu'on imagine, dans sa solitude, un homme rageur, ennuyé se rongeant lui-même comme un poing d'enfant, sans fin déconcerté, occupé à percer la fenêtre du monde : ne sachant rien, rejeté de ce côté-ci des choses, gémissant ; une passion plus malheureuse, plus douloureusement enfantine, je n'en ai jamais vu : et le malheur, la douleur, l'enfantillage, pour avoir refusé la sagesse, se muèrent en malice, en farce, en un cri comme de coq à l'aurore. L'authenticité de l'opération du percement pourrait difficilement être plus grande. Et des aveugles seuls ne verraient pas que la fenêtre de Roux dénude authentiquement le derrière du monde. » - Georges Bataille[41]
- « La peinture de Gaston-Louis Roux n'était pas dégagée des influences d'école, Raoul Dufy notamment y avait sa marque, mais une fantaisie toute personnelle, déjà, un sens du dessin aigu et sûr, un humour léger, de la tendresse aussi, s'exprimaient dans ses compositions ironiquement mythomlogiques. » - Patrick Waldberg[58]
- « J'aime sa légèreté, cette légèreté qui le rend proche à mes yeux d'un personnage du XVIIIe siècle. Il me fait penser à Georg Friedrich Haendel. Dans sa nouvelle peinture, il a retrouvé, adaptés à notre sensibilité moderne, les problèmes que cherchaient à résoudre Jean-Honoré Fragonard, Jean Siméon Chardin. Ce qui me frappe chez Roux, c'est à quel point il est peintre, quoiqu'il fasse. Il est peintre d'instinct, je dirais presque "un peintre malgré lui. ar ailleurs, délicat, vulnérable. J'admire son énorme courage. Il aurait pu facilement continuer là où il ne courait plus de risques. Au lieu de cela, âr goût de la vérité, par scrupule, il s'est mis à travailler à contre-courant. On ne l'a pas situé, ni compris. Sa peinture est aujourd'hui l'une des seules qui m'intéresse… Depuis des années, je regarde passionnément la peinture de Gaston-Louios Roux parce que quelquefois, souvent, elle me touche et m'émeut comme un moment ressenti quelque part dans le temps, dans la vie que nous appelons réelle… Je ne peux rien demander d'autre à la peinture. ärce que Gaston-Louis Roux me passionne dans une activité aussi impossible, parce qu'il a son regard et sa démarche, je suis son ami. » - Alberto Giacometti[5],[42]
- « Entre sa toile et l'atelier, ou le pays alentours, les échanges sont naturels ; êtres et choses qui lui sont proches se retrouvent vite peinture… Les choses se donnent avec confiance à ce peintre qui a compris leur désir de transparence ou de pureté. » - Yves Bonnefoy[59]
- « C'est une peinture qui est dans la tradition, et je remarque que, les mettant parfois dans l'embarras et les troublant, elle exerce un fort attrait sur les esprits qui avaient déclaré la guerre à la tradition et pensent généralement que l'art commence où finit la tradition. » - Georges Limbour[60]
- « Artiste tantôt précurseur, tantôt suiveur, dont la démarche artistique est jalonnée d'œuvres prémonitoires… Son œuvre déroute car elle emprunte indiféremment à Pablo Picasso, André Masson, Joan Miró ou Paul Klee, elle navigue entre le post-cubisme et l'écriture automatique. Néanmoins, quelque chose qui est profondément Roux subsiste, un "presque rien" qui est tout, transparaît par delà et en deçà du style. C'est ce je-ne-sais-quoi qui, à mon avis, assure la continuité et l'authenticité profonde d'une démarche chaotique dans ses formes artistiques. » - Gladys C. Fabre[45]
- « Gaston-Louis Roux, depuis 1949, n'a d'autre objet que ce qui s'offre naturellement à la vue. La vue est le fait de l'imagination. La vision qui l'emplit est univers de la création poétique. Ce sont là des voies naturelles. Ce n'est que la qualité d'une imagination, sa vivacité, sa justesse qui est en cause. Il connaît ce qui donne à voir. Un sentiment ému par la paisible splendeur et la grandeur de l'existence ordonne ses compositions sans rien toucher à l'ordonnance de la nature devenue celle-là même de sa vision. Gaston-Louis Roux a vécu sa jeunesse parmi les maîtres du cubisme. Pendant 25 ans, il a expérimenté son imagination sur l'efficacité de leurs procédés esthétiques. Il a connu les surréalistes qui étaient ses aînés, mais il appartient, comme Alberto Giacometti, Jean Hélion, Balthus, à cette génération née au début de ce siècle qui devait revenir travailler sur nature pour y redécouvrir les richesses et la vérité de la vision et poursuivre ainsi le grand œuvre de reniouveau de l'art entrepris depuis un siècle déjà, touchant sa vérité, sa justification, sa fin et ses moyens, et voilà que la peinture de Gaston-Louis Roux apparaît en 1978 à l'écart du bruit de la rue, d'une insouciante audace, une provocation silencieuse. » - Pierre-Georges Bruguière[61]
- « Étroitement associé aux aventures de l'avant-garde dans les années 1930, cet artiste fut tenté par les multiples facettes de l'art moderne. D'abord assistant de Raoul Dufy pour son activité de décorateur, il est poussé par André Masson, au temps des Années folles, dans la voie du surréalisme et poursuit en franc-tireur la quête de l'insolite. Puis il est bientôt gagné par la tentation cubiste, rapidement remplacée par celle de la non-figuration. Reprenant ses pinceaux au lendemain de la dernière guerre, il signe des paysages d'une inspiration beaucoup plus traditionnelle. » - Gérald Schurr[4]
- « Une originalité absolument certaine… » - Daniel-Henry Kahnweiler[62]
- « La fantaisie qu'il déployait dans les œuvres de ses premières périodes lui valut d'être rapproché par Antonin Artaud et Roger Vitrac de la cocasseie d'Alfred Jarry. La Seconde Guerre mondiale interrompit son activité de créateur. Quand il reprit son travail, à Partir de 1949-1950, ce fut pour peindre quelques scènes d'intérieur et surtout des paysages, avec des fleurs, des arbres, des coins de jardin, rarement quelques figures, tout cela avec une grande justesse dans l'observation d'un jeu de lumière qui ne compense peut-être pas l'esprit d'aventure d'antan. » - Jacques Busse[3]

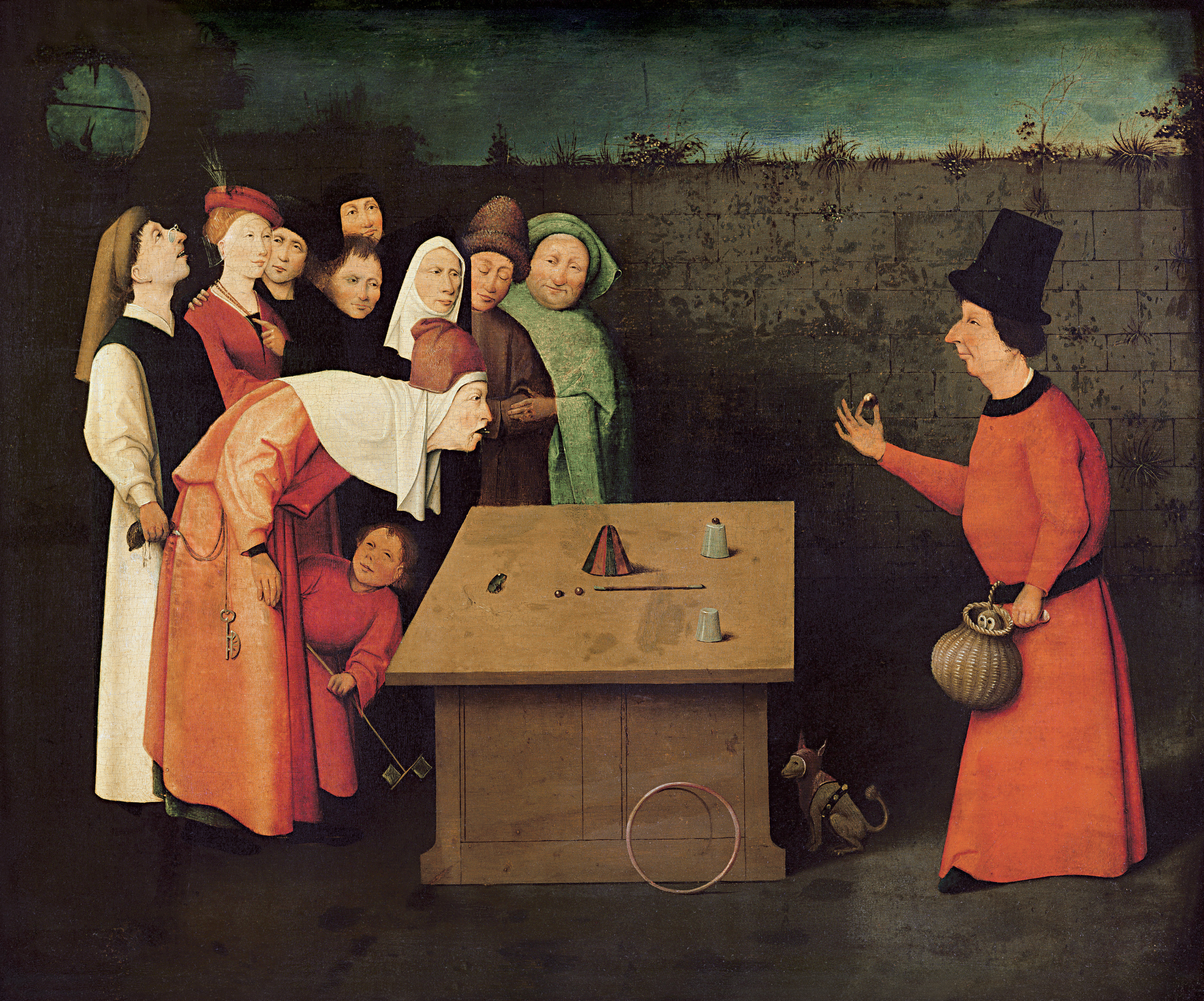
Jérôme Bosch, Le Prestidigitateur

- « Gaston-Louis Roux est le peintre du "désarroi" et d'une espèce de "curieux scepticisme" selon les formules de Daniel-Henry Kahnweiler s'entretenant avec Benjamin Crémieux. La chute d'Icare, une de ses toiles de 1929 entrée en 1981 dans les collections du Musée national d'art moderne à l'occasion de la donation Leiris-Kahnweiler, paraît illustrer cette fragilité et ce déséquilibre, dans la proximité de certains procédés cubistes, mais non loin des métamorphoses surréalistes des dernières années vingt. Son expression hésite souvent entre la représentation de mécaniques ou de corps composites; non sans humour, aux titres souvent décalés, et des têtes ou des enchevêtrements de surfaces qui détournent la figuration, rendue à une dynamique déséquilibrée ou basculante. "Il avait quelque chose d'absolument particulier. Pour le situer, je vous dirai que dans son atelier il y avait une seule reproduction de tableau ancien : c'était Le Prestidigitateur de Jérôme Bosch" rapporte encore Kahnweiler. Avec Yves Rouvre beaucoup plus tard, c'est le type même de l'artiste que le marchand soutient, seconde, auquel il croit, mais qui ne parvient pas à se faire un nom ni une peinture sur une longue période, sous ses couleurs. De ceux qu'il ne peut suivre, que la crise financière l'entraîne à des révisions de contrat. » - Pierre Vilar[10]

## Collections publiques

### Allemagne
- Musée de la Sarre, Sarrebruck[2].

### États-Unis
- Philadelphia Museum of Art, Philadelphie, Composition, huile sur toile 38x46cm, provenant du Museum of Living Art, New York (ancienne collection Albert Eugene Gallatin (en))[7],[63],[3].
- Carnegie Museum of Art, Pittsburgh, revue Minotaure[34].

### Éthiopie
- Église Abba Antonios, Gondar, fresques murales dont Lapidation d'un martyr chrétien[18],[22],[17].

### France
- Bibliothèque nationale de France, Victor ou les enfants au pouvoir, affiche, Comédie des Champs-Élysées, Paris, 1928.
- Musée d'art moderne de la ville de Paris, La ménagère, gouache sur papier 38x50cm, 1946[64].
- Musée national d'art moderne, Paris[65] :
  - La chute d'Icare, huile sur toile 97x130cm, 1929 (ancienne collection Louise et Michel Leiris, en dépôt au Musée des Années Trente, Boulogne-Billancourt)[66] ;
  - Sans titre, dessin 49,2x64cm, 1966.
- Fonds national d'art contemporain, Puteaux, huit œuvres :
  - Composition, huile sur toile 191x260cm[67] ;
  - Le grand prunier, huile sur toile 81x100cm, 1958 (en dépôt au Ministère de l'équipement, des transports et du logement)[68] ;
  - Pauline dans l'atelier, huile sur papier marouflé sur isorel 74x60cm, 1962[28] ;
  - Le grand figuier, huile sur toile 68x92cm, 1964[69] ;
  - Paysage, gouache sur papier 50x65cm, 1965 (en dépôt au Ministère de la défense, Paris)[70] ;
  - Fleurs, encre de Chine sur papier 50x65cm, 1967[71] ;
  - L'atelier, dessin sur papier 87x114cm, 1967[72] ;
  - Intérieur, huile sur toile 87,5x112cm, 1967[73].
- Musée des Beaux-Arts et d'Archéologie Joseph-Déchelette, Roanne.

## Collections privées
- Paul Éluard, gravures[58].

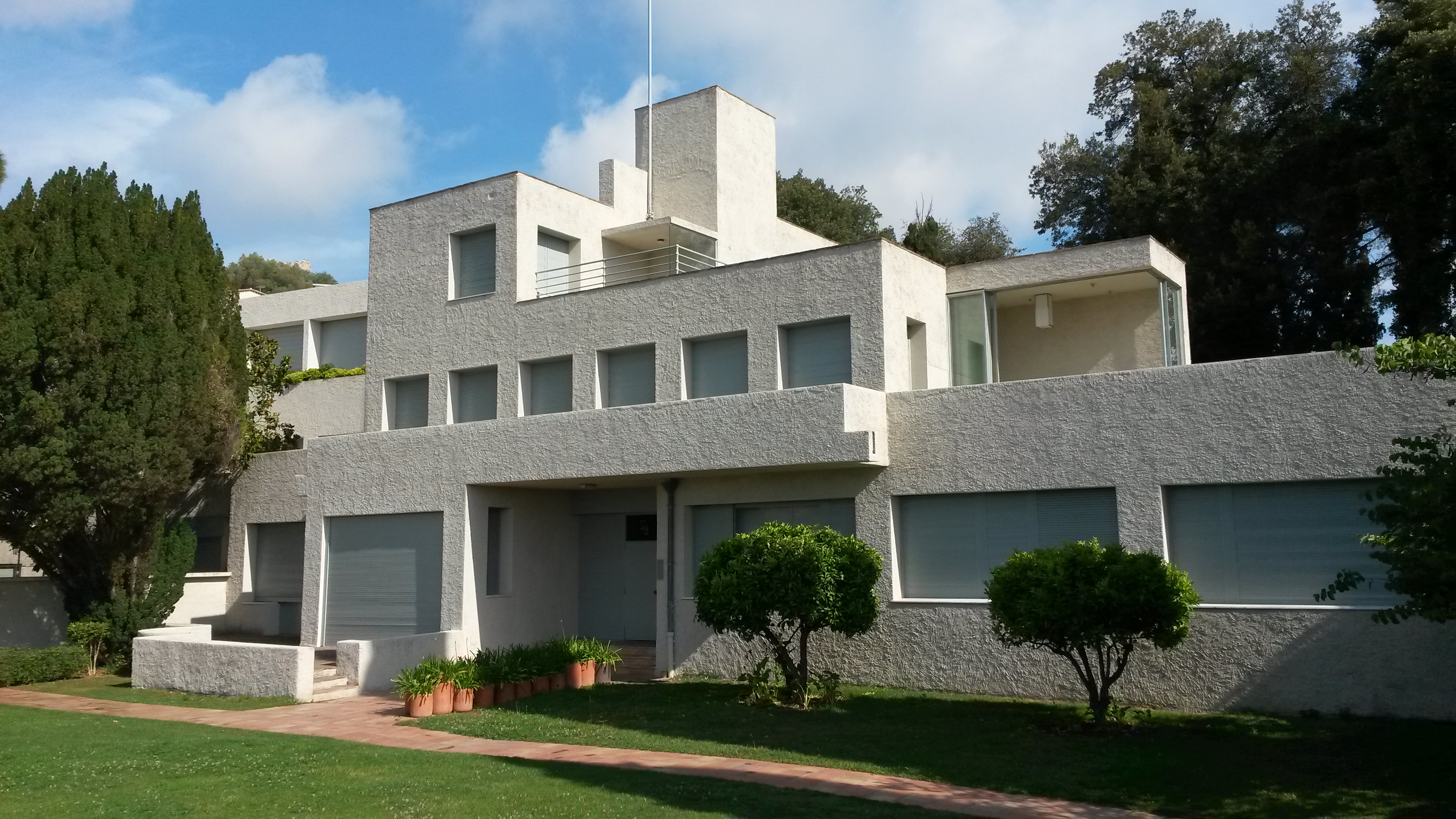
Villa Noailles, Hyères

- Alberto Giacometti, Vues d'Italie, deux dessins, 1949[9].
- Christian Giudicelli et Claude Verdier, Portrait de Christian Giudicelli, huile sur toile 92x73cm, 1970[29].
- Fernand Léger[58].
- André Masson, Torse, huile sur panneau 17x12cm, 1927[74].
- Marie-Laure et Charles de Noailles, villa Noailles, Hyères[58].
- Raymond Queneau[58].

## Hommages
- Alberto Giacometti a en 1956 dessiné un Portrait de Gaston-Louis-Roux que conserve la Fondation Alberto et Annette Giacometti à Paris[75].